# النجم الرياضي الساحلي
النجم الرياضي الساحلي أو اختصاراً النجم الساحلي (بالفرنسية: Étoile Sportive du Sahel) ويلقب عادة باسم ليتوال (بالفرنسية: L'Étoile) أي «النجم» أو جوهرة الساحل، هو ناد رياضي من سوسة في منطقة الساحل في تونس، معروف في المقام الأول بفريق كرة القدم وكرة السلة. كما يضم النادي أقسامًا لكرة اليد والكرة الطائرة والجودو والمصارعة، يتخذ الملعب الأولمبي بسوسة معقلا له. تأسس النجم الرياضي الساحلي في 11 مايو 1925 بعد اجتماع عام برئاسة أحمد الزّڤلاوي، الشاذلي بوجمله، وعلي العربي، في مقر جمعية المدرسة الفرنسية العربية القديمة في شارع العروسي الزروق، في قلب البلدة القديمة، سوسة. كان الهدف من الاجتماع إنشاء جمعية التربية الرياضية. تم اختيار علم تونس في اختيار ألوان الفريق. القميص الأحمر مع النجمة والسراويل البيضاء. منعت السلطات الاستعمارية الفرنسية استخدام هذه الألوان، لكن بإصرار قادة الفريق انتصروا وفي الأخير لعبوا هذه المجموعة.
في تونس، يعتبر النجم الرياضي الساحلي من أفضل الأندية. لسنوات عديدة كان يشتهر بلعب كرة القدم المسلية. في الواقع، تطور النادي مؤخرًا إلى فريق أكثر احترافية قادرًا على الفوز بالألقاب في الداخل والخارج. منذ عام 1950، توج النجم الرياضي الساحلي بطلاً محليًا في إحدى عشرة مناسبة. على الجانب القاري، فاز النجم الرياضي الساحلي بألقاب الاتحاد الأفريقي لكرة القدم أكثر من أي فريق تونسي آخر. النادي حاصل على لقب دوري أبطال أفريقيا وحيد (2007)، لقبين من كأس السوبر الأفريقي (1998، 2008)، لقبين من كأس الكونفيدرالية الأفريقية (2006، 2015) ولقبين من كأس الكؤوس الأفريقية (1997، 2003). تم إدراج النجم الرياضي الساحلي كواحد من أكثر أندية كرة القدم قيمة في أفريقيا وواحدًا من أكثر الفرق المدعومة على نطاق واسع في القارة.
عربيا فاز النجم الرياضي الساحلي بلقب كأس العرب للأندية الأبطال في موسم 2018–19. دوليا، كان النجم الرياضي الساحلي أول فريق تونسي يشارك في كأس العالم للأندية. تنافسوا في النسخة الخامسة التي أقيمت في عام 2007 في اليابان. أصبح النادي ثاني ناد يصل إلى نصف نهائي كأس العالم للأندية كممثل للقارة الأفريقية بعد النادي الأهلي المصري، حيث هزم نادي باتشوكا في ربع نهائي كأس العالم للأندية 2007.

## التاريخ

### البدايات (1925–1931)

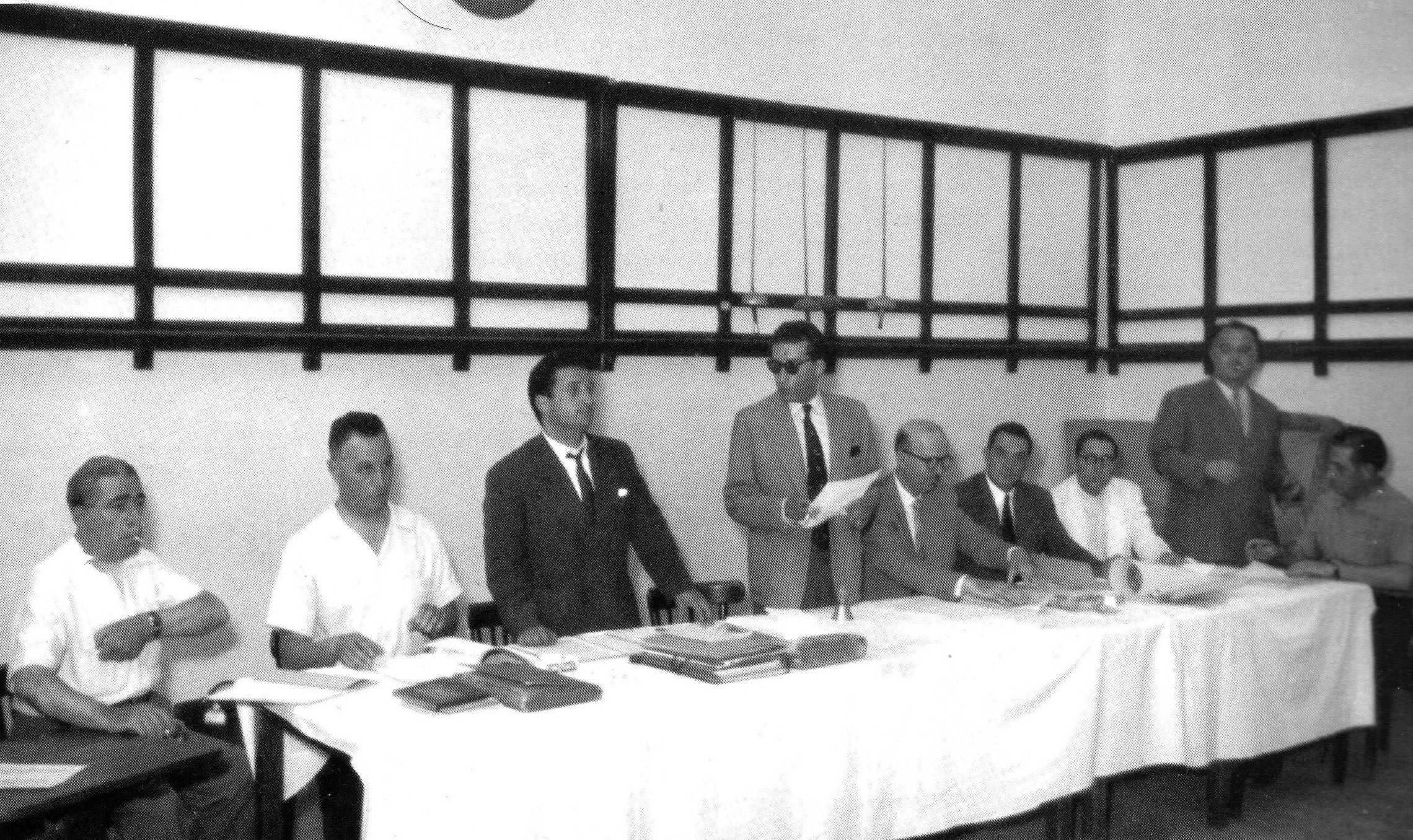
اجتماع رابطة تونس لكرة القدم الذي ينظم مسابقات في تلك الفترة.

تأسس النادي خلال اجتماع عام في المدرسة الفرنسية التونسية بشارع العروسي زروق في سوسة. انتخب الشاذلي بوجمله كأول رئيس للنادي متعدد الرياضات. استقر أعضاء النادي في النهاية على اسم النجم الرياضي الساحلي ليعكس هدف تمثيل منطقة أوسع من سوسة وحدها. اعترفت إدارة الحماية الفرنسية بالنادي رسميًا في 17 يوليو 1925. في مارس 1926، أصبح علي العربي رئيسًا لقسم كرة القدم بالنادي، الذي انضم إلى بطولة رابطة تونس لكرة القدم في ذلك الوقت (الفرع التونسي في اتحاد فرنسا لكرة القدم). وكان لاعبوا الفريق الأول هم: محمد بوراوي، وعبد القادر بن عمر، وعبد الحميد البداعي، الصادق زمنطار، وعلي القرماشي، محمد مطير، وبن عيسى الهشيري، وبشير دردور والطاهر كناني.
في مارس 1926، أصبح علي العربي رئيسًا لقسم كرة القدم الناشط في بطولة رابطة تونس لكرة القدم. بعد عام لعب فيه النادي مباريات ودية، يدخل مركز قسم تعزيز الشرف، والذي يتوافق مع الدرجة الثانية المصنفة ضمن قسم الشرف الجنوبي، والذي يمنح لقب البطل الإقليمي. لعب النجم الرياضي الساحلي في نهائي البطولة الوطنية ضد بطل الشمال. وضمت التشكيلة: محمد بوراوي، عبد القادر بن عمر، عبد الحميد البداعي، صادق زمنطار، الصادق شلواط، علي القرماشي، محمد مطير، بن عيسى الهشيري، بشير دردور والطاهر كناني. لعب النادي في الأدوار العليا ونضج في موسم 1930–31 حيث فاز بالبطولة الإقليمية ثم لعب ضد أبطال الجنوب الغربي والجنوب (النادي الرياضي القابسي) ومن ثم دخل القسم الشرفي.

### الاستقرار والتحسين (1931–1939)
في 25 يونيو 1931، عقد النادي اجتماعه العام في وقت مبكر بما يكفي للتحضير للموسم الجديد. تتكون اللجنة المنتخبة من:
- علي العذاري (رئيس)
- عبد الرحمن إمام ومصطفى غشام (نائبا الرئيس)
- صلاح البداعي (الأمين العام)
- بوراوي النابلي (سكرتير مساعد)
- محمد لطيف (أمين الصندوق)
- حسين كمون (مساعد أمين الصندوق)
- أحمد ملايح وسالم بن حميدة (عضوان)

تم تعيين عبد الحميد البداعي مدربا للفريق. وبانضمام الشباب الحبيب السايح، مصطفى كسيا، براوي جنابة وعبد السلام سعد، فاز النادي ببطولة المنطقة بإحرازه 31 هدفا في 14 مباراة مع قبول عشرة أهداف. لكنه فشل على المستوى الوطني أمام نادي إيطاليا تونس بطل الشمال (1–3 بهدف بشير دردور و2–4 بهدف الصادق زمنطار وبشير دردور). في عام 1934، عين لأول مرة مدربًا مؤهلًا، وأول تونسي يحصل على رخصة اتحاد فرنسا لكرة القدم محمد بوذينة، المدرب السابق لنادي الترجي الرياضي التونسي ولاعب سابق في نادي ميتز وإي أس نانسي. ويحسن الفريق ويبلغ نصف نهائي كأس تونس موسم 1936–37 والنهائي موسم 1938–39. نظمت رابطة تونس لكرة القدم (الفرع التونسي في اتحاد فرنسا لكرة القدم) المسابقات الوطنية خلال هذه الفترة من الحماية الفرنسية في تونس.

### اضطرابات (1940–1946)
أدى اندلاع الحرب العالمية الثانية إلى تعطيل النشاط الرياضي: يلعب الفريق ضد مكارم المهدية والنادي الوطني بسوسة في عام 1941 ومباراة نهائية خاسرة من منطقة الوسط والجنوب ضد النادي الرياضي القابسي في عام 1942. وشهدت هذه الفترة تألقا للاعبين مثل رشيد السهيلي، الحبيب موقو، الصادق السوسي، عبد الله غمرسني، عبد الحميد بلال وعليا دويك. توقف المسابقات في المنطقة يؤدي إلى الانضمام إلى صفوف قرمبالية الرياضية. استأنف الفريق نشاطه في موسم 1945–46: فاز ببطولة الوسط الجنوبي لكنه فشل أمام النادي الرياضي البنزرتي في النهائي الوطني وخسر أيضًا نهائي كأس تونس أمام النادي الآخر في بنزرت، النادي الوطني البنزرتي.

### مركز متميز على المستوى الوطني (1947–1955)
من عام 1946 إلى عام 1947، تم تنظيم البطولة التونسية لكرة القدم على المستوى الوطني. الفريق الذي لم يغادر الدرجة الوطنية التي تسمى «شعبة التميز». في عام 1947 استقر الفريق في المركز الرابع بالدوري المحلي بالإضافة إلى الخروج المبكر من الكأس من دور الـ16 أمام الاتحاد الرياضي بباجة وسجل الحبيب موقو 13 هدفا ليكون هداف الفريق تلاه حامد دويك برصيد 6 الأهداف. في الموسم التالي، حافظ النجم الرياضي الساحلي على نفس المركز في الدوري وخسر في الكأس أمام النادي الوطني البنزرتي في نصف النهائي. وكان الحبيب موقو هداف الفريق للعام الثاني على التوالي برصيد 11 هدفا.
في موسم 1948–49 تقدم الفريق وحصل على المركز الثاني في البطولة وكان الحبيب موقو هدافًا مرة أخرى برصيد 10 أهداف وانسحب الفريق من الكأس في ربع النهائي ضد النادي الرياضي لحمام الأنف. انتظر الفريق حتى موسم 1949–50 ليفوز بأول لقب للدوري، وكان الحبيب موقو هداف الدوري الوطني برصيد 20 هدفًا، لكنه خسر نهائي الكأس أمام النادي الرياضي لحمام الأنف مرة أخرى. كان أول شرف كبير للفريق هو لقب بطولة رابطة تونس لكرة القدم في موسم 1949–50، لكن كان عليهم الانتظار 8 سنوات لاستعادته مرة أخرى. في العام الذي عقب هذا الموسم 1950–51، احتل الفريق المركز السادس في البطولة، كما كان بشير الجربي صدارة هدافي الفريق، منهيا سيطرة الحبيب موقو، بالإضافة إلى الخروج من ربع النهائي أمام النادي الرياضي لحمام الأنف للعالم الثالث.
وانقطعت البطولة موسم 1951–52 بسبب الأحداث السياسية والمطالبات باستقلال تونس عن فرنسا. ولم يمنع ذلك الخروج من مسابقة الكأس التي خسر فيها النجم الرياضي الساحلي أمام الترجي الرياضي التونسي في ربع النهائي. وعادت البطولة بعد ذلك بعامين في موسم 1952–53 وانتهى الفريق بالمركز الرابع وسجل الحبيب موقو 11 هدفا، وخسر الفريق في الكأس أمام النادي الرياضي لحمام الأنف في النهائي. في الموسم التالي 1953–54، كان الفريق في نفس المركز، وهزم في الكأس أمام نفس الفريق ولكن من ربع النهائي. كما أنهى الحبيب موقو الموسم برصيد 12 هدفًا. كما وصلوا إلى ربع نهائي كأس شمال أفريقيا عام 1950 بإقصائهم الراسينغ الرياضي، أقدم الأندية المغربية التي لاتزال نشطة.

### ما بعد الاستقلال وحل النادي (1956–1961)

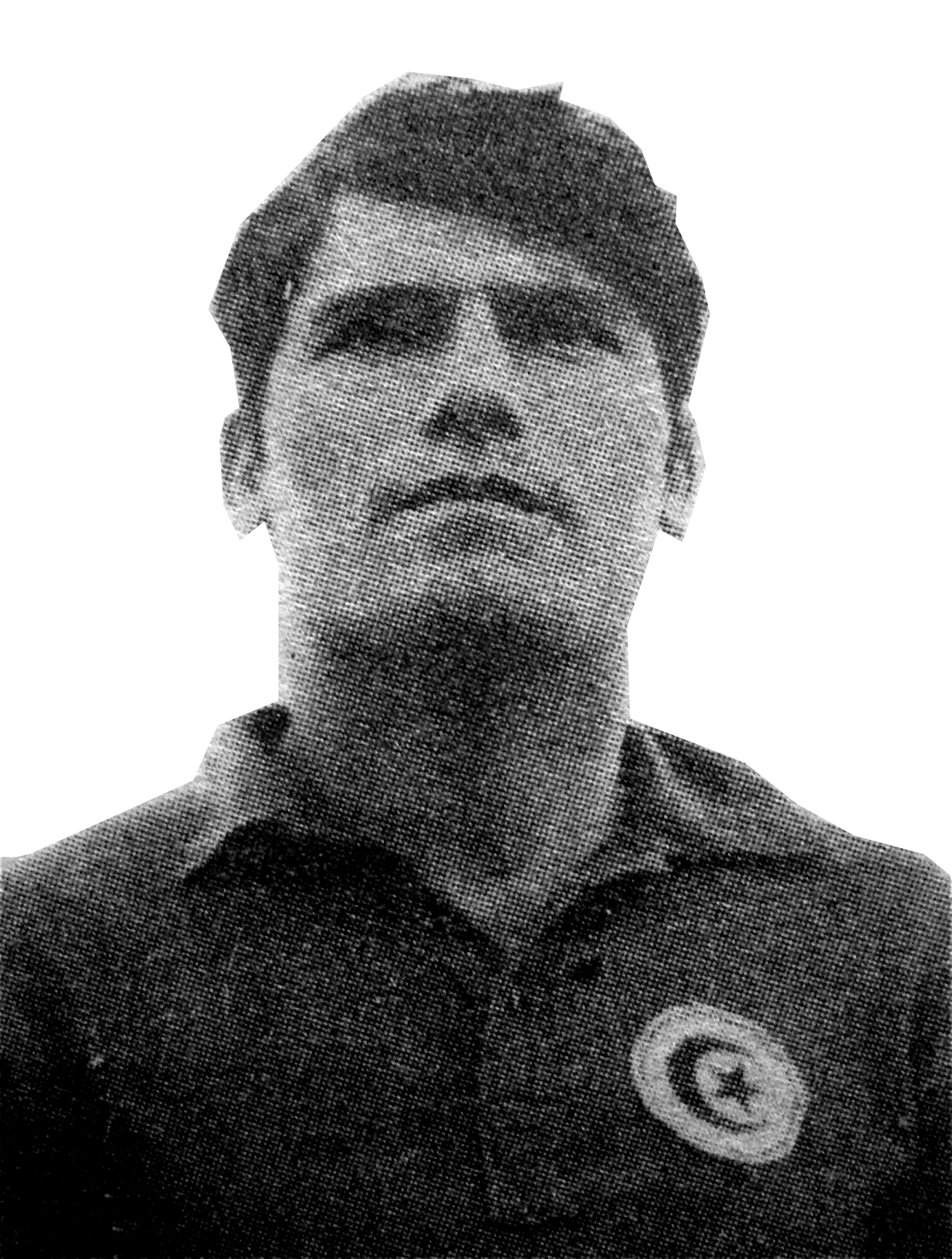
عبد المجيد الشتالي عام 1960.

بعد استقلال البلاد، برز النادي كواحد من أفضل الفرق وغالبًا ما يتأرجح بين المركزين الأول والثالث. لعب أربع نهائيات متتالية من كأس تونس لكنه فاز بنهائي واحد فقط، وفاز بالبطولة موسم 1957–58. فازوا بأول لقب من كأس تونس موسم 1958–59، وحققوا ثنائية الدوري والكأس موسم 1962–63. وحصل الفريق على المركز الثاني من البطولة الوطنية التونسية الذي نظمته الجامعة التونسية لكرة القدم بعد تنظيمه من قبل رابطة تونس لكرة القدم. وسجل الحبيب موقو 25 هدفا ليكون هداف البطولة رغم عدم فوزه باللقب، خسارته أمام النادي الإفريقي في كأس تونس في الربع النهائي 3–0. في الموسم التالي وقع الفريق مع المدرب بيل بيري ليكون أول مدرب إنجليزي للفريق ويمكن الفريق من الحصول على المركز الثالث في البطولة، ويصل إلى نهائي الكأس قبل أن يخسر أمام الترجي الرياضي التونسي 2–1. أنهى الحبيب موقو الموسم بصفته هدافاً لفريقه برصيد 16 هدفاً.
وظل بيل بيري مدربا للفريق، حيث فاز النجم الرياضي الساحلي بلقب الدوري موسم 1965–66، وبلغ نهائي كأس تونس موسم 1957–58 قبل أن يخسر أمام الملعب التونسي 2–0. أنهى الحبيب موقو الموسم مسجلا 28 هدفا في الدوري مع بوبكر الحداد لاعب النادي الرياضي البنزرتي. في موسم 1958–59، احتل الفريق المركز الثاني في الدوري، لكنه فاز بكأس تونس لأول مرة في تاريخه في أعقاب موسم 1958–59 بعد فوزه على الترجي الرياضي التونسي في النهائي 3–2 وسجل الحبيب موقو «الهداف التاريخي للفريق» 14 هدفا. في موسم 1959–60، تراجع مستوى الفريق حيث احتل المركز السابع في الدوري، وخسر في نهائي الكأس أمام الملعب التونسي 2–0 وأنهى الحبيب موقو الموسم بـ5 أهداف. وشهدت هذه الفترة ظهور لاعبين جدد يتنافسون مع الحبيب موقو على صدارة هدافي الموسم مع الفريق مثل عبد المجيد الشتالي وعلي الشواش. كان موسم 1960–61 كارثيًا على النجم الرياضي الساحلي بعد هزيمته في الكأس من ربع النهائي أمام الترجي الرياضي التونسي 2–0 والفريق الذي احتل المركز الثالث وتنافس على اللقب حتى الجولة 17 قبل حل الفريق.
تنافسه مع الترجي الرياضي التونسي يطلق العنان للعواطف والتجاوزات تحدث بعد خسارة في ربع نهائي الكأس موسم 1960–61، ضد منافسه دائمًا 0–2. ثم قررت السلطات الوطنية حل النادي؛ أصدرت وزارة الشباب والرياضة بيانا أشارت فيه إلى أن رئيس الجمهورية استقبل، في 20 مارس الساعة الخامسة مساء، بمنزله في المنستير، اللجنة التوجيهية لإبلاغ أعضائه بعدم رضاه الشديد: أن الأحداث التي وقعت خلال المباراة. موضوع السؤال يرجح أن يغذي العداء والبغضاء في نفوس الشباب ويزرع الفتنة بينهم، حيث وصلت هذه الحوادث إلى درجة مثل سلامة المواطنين قد تكون في خطر، حيث أن قادة الاتحاد المعني لم يرق إلى مستوى واجبه وجلب جميع مسؤولي كرة القدم في تونس للتأمل في هذا المثال، قرر رئيس الجمهورية الحبيب بورقيبة (بالإضافة إلى الإجراءات القانونية الجارية) حل النجم الرياضي الساحلي. وتعليق قادته ولاعبيه وتجميد نشاطه الرياضي كليا.

### عودة النادي ونتائج بارزة (1962–1978)

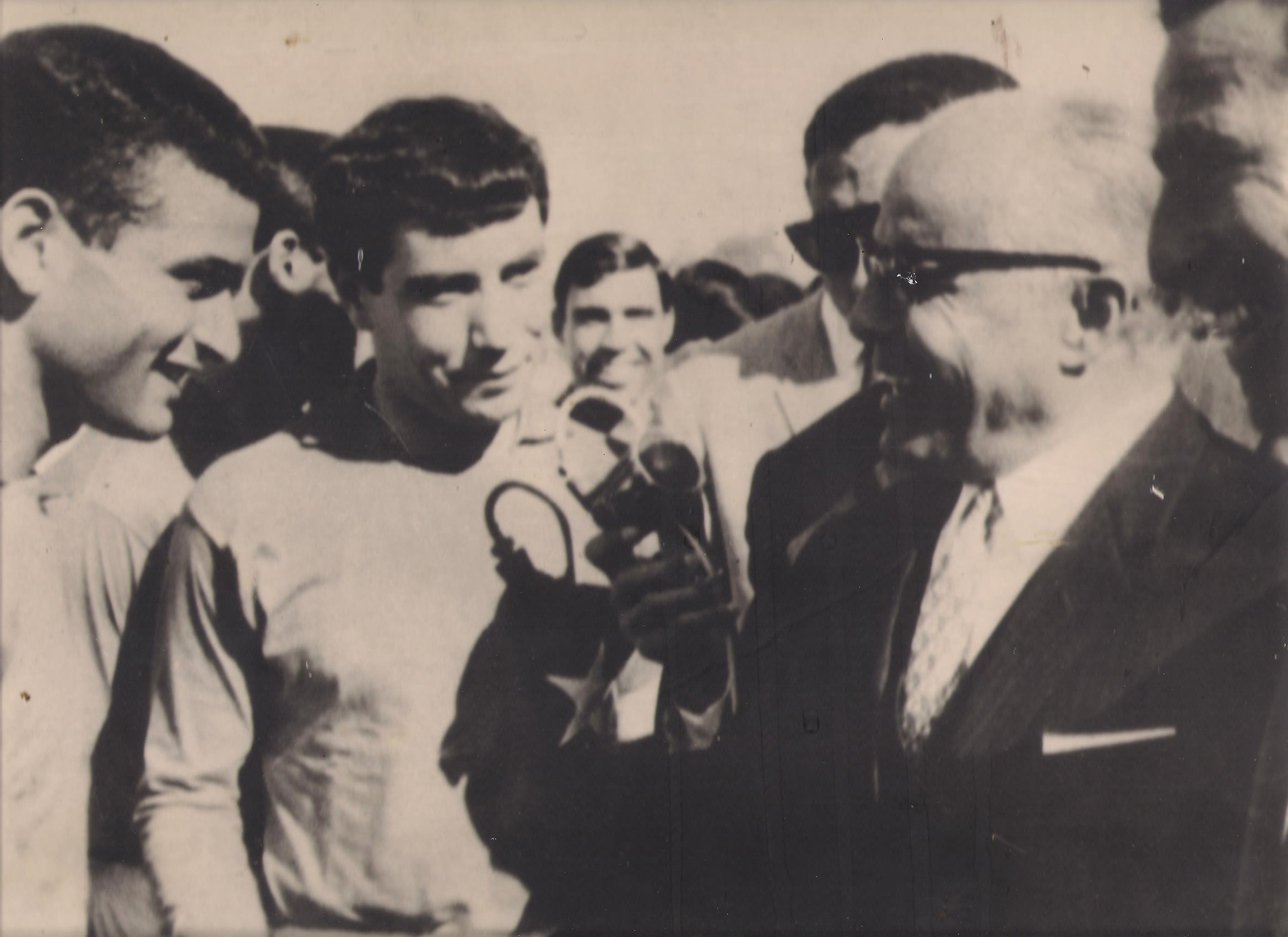
الرئيس التونسي الحبيب بورقيبة مع لاعبي النجم الرياضي الساحلي عام 1966.

مرة أخرى، بعد عام من التفكك، فترة فخر فاز خلالها النادي بالعديد من الألقاب على الصعيدين الوطني والمغاربي. إنه يعتمد أسلوبًا يجمع بين لعبة الهجوم والتقنية إلى الكفاءة. هناك شخصان يرمزان إلى هذه الفترة: الرئيس حامد القروي (1961–1981) وعبد المجيد الشتالي لاعب حتى 1970 ثم مدربًا (1971–1978). ورافقت عودة الفريق للبطولة وصول المدرب اليوغوسلافي بوزيدار درينوفاتش وتمكن من الفوز بلقب الدوري وكأس تونس بعد فوزه على النادي الإفريقي 2–1 ليحقق أول ثنائية للفريق. عرفت هذه الفترة أيضا بإعتزال الأسطورة الحبيب موقو بعد مواسم رائعة مع فريقه وأنهى رؤوف بن عمر الموسم هدافا لفريقه بـ8 أهداف. وفي موسم 1963–64 أنهى الفريق الموسم في المركز السادس، وانتصر عليهم في ربع نهائي الكأس الملعب التونسي 2–0، وأنهى رؤوف بن عمر الموسم هداف فريقه مرة أخرى برصيد 10 أهداف. واصل بوزيدار درينوفاتش قيادة الفريق حتى موسم 1964–65 حيث احتل المركز الثالث في الدوري، لكنه انسحب من الكأس مبكرًا بعد الهزيمة المفاجئة أمام المستقبل الرياضي بالمرسى 1–0 لينهي المدرب اليوغوسلافي مسيرته مع النادي وأنهى رؤوف بن عمر الموسم هدافًا مع فريقه للمرة الثالثة تواليا برصيد 12 هدفا. واصلت إدارة الفريق تعيين مدربين أجانب على غرار المدرب السوفيتي ألكسي بارامونوف، الذي تمكن من الفوز بالدوري موسم 1965–66 سجل الحبيب عقيد وسالم القدادي 17 هدفاً بصفتهما أفضل هدافي الفريق، لكن الفريق أقصي في ربع نهائي الكأس أمام المستقبل الرياضي بالمرسى مرة أخرى. في الموسم التالي 1966–67، احتل الفريق المركز الثاني في البطولة، وخسر في نهائي الكأس أمام النادي الإفريقي 2–0، مما ساهم في رحيل المدرب ألكسي بارامونوف وتصدّر سالم قدادي صدارة هدافي الفريق برصيد 7 أهداف.
واتسمت الفترة المقبلة بعدم الاستقرار في المدربين بوصول المدرب المجري هارزيغ حيث أنهى الفريق موسم 1967–68 في المركز الرابع، وانسحب من الكأس أمام النادي الإفريقي 1–0 في دور الـ 32. اللاعبان السابقان بشير الجربي والحبيب موقو دربا الفريق عام 1969 لكن الفريق أنهى موسم 1968–69 في المركز الخامس، وخرج مبكرا في مسابقة الكأس ضد الملعب الرياضي الصفاقسي. وعاد المدرب اليوغوسلافي دورينوفاتش لقيادة الفريق واحتل المركز الثالث في البطولة موسم 1969–70،  وخرج من كأس تونس أمام المستقبل الرياضي بالمرسى 3–2. أنهى عثمان جنيح الموسم هدافا للدوري بـ15 هدفا.

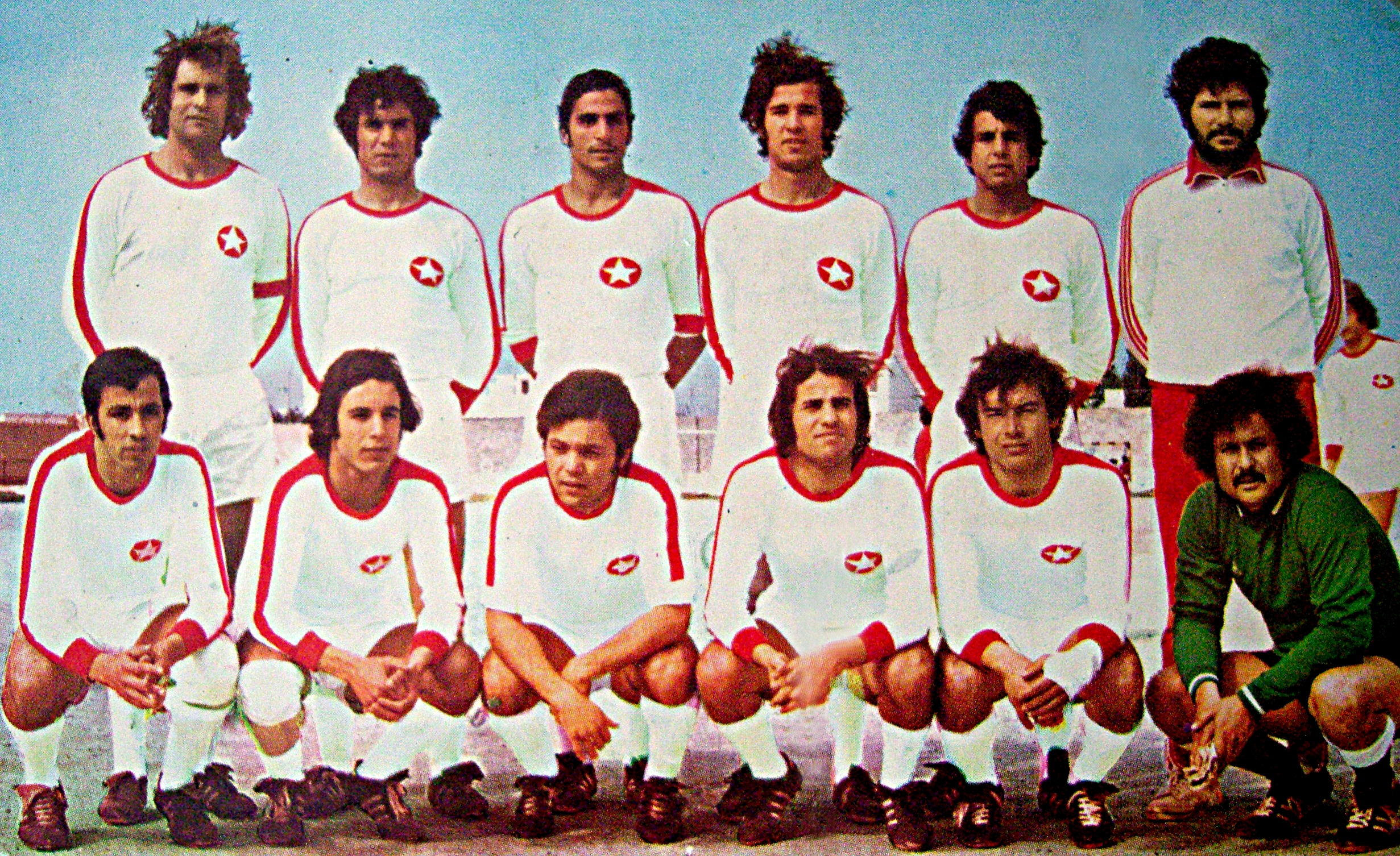
تشكيلة النجم الرياضي الساحلي الفائزة بلقب الكأس المغاربية للأندية البطلة سنة 1973.

في موسم 1970–71 عين النادي عبد المجيد الشتالي لقيادة الفريق وأنهى الموسم في المركز الرابع، وبلغ نهائي الكأس التي فاز بها الترجي الرياضي التونسي. قدم عبد السلام عضومة موسما محترما بإنهاء الموسم برصيد 17 هدفا بصفته هداف الدوري. تحسن مردود الفريق وجددت الإدارة الثقة في المدرب عبد المجيد الشتالي. وفاز في موسم 1971–72 بلقب الدوري، وأنهى عبد السلام عضومة الموسم بتسعة أهداف لكن الفريق خرج من الكأس في ربع النهائي أمام النادي الإفريقي 1–0. في موسم 1972–73 دخل النجم الرياضي الساحلي في المسابقات الإقليمية وفاز بالكأس المغاربية للأندية البطلة لأول مرة في تاريخه بعد فوزه على نادي شباب بلوزداد الجزائري 2–0. كما فاز بكأس السوبر التونسي لأول مرة بعد فوزه بنتيجة 5–2 ضد النادي الإفريقي في نفس الموسم لم يكن الفريق ناجحا محليا بعد أن احتل المركز الثاني في البطولة، والهزيمة في ربع نهائي الكأس أمام الملعب التونسي 1–0 وسجل كل من عبد السلام عضومة وصلاح قروي 8 أهداف. في موسم 1973–74 أنهى الفريق الموسم بالمركز الثالث في الدوري، رغم أن عبد السلام عضومة هداف للدوري برصيد 16 هدفاً كما فاز بالكأس للمرة الثالثة بفوزه على النادي الإفريقي 1–0. كما شارك الفريق في الكأس المغاربية للأندية البطلة وتحصل على المركز الثالث بعد خسارته ضد شبيبة القبائل الجزائري في نصف النهاية بضربات الترجيح وتغلبه على النادي القنيطري المغربي في مباراة تحديد المركز الثالث 1–0.

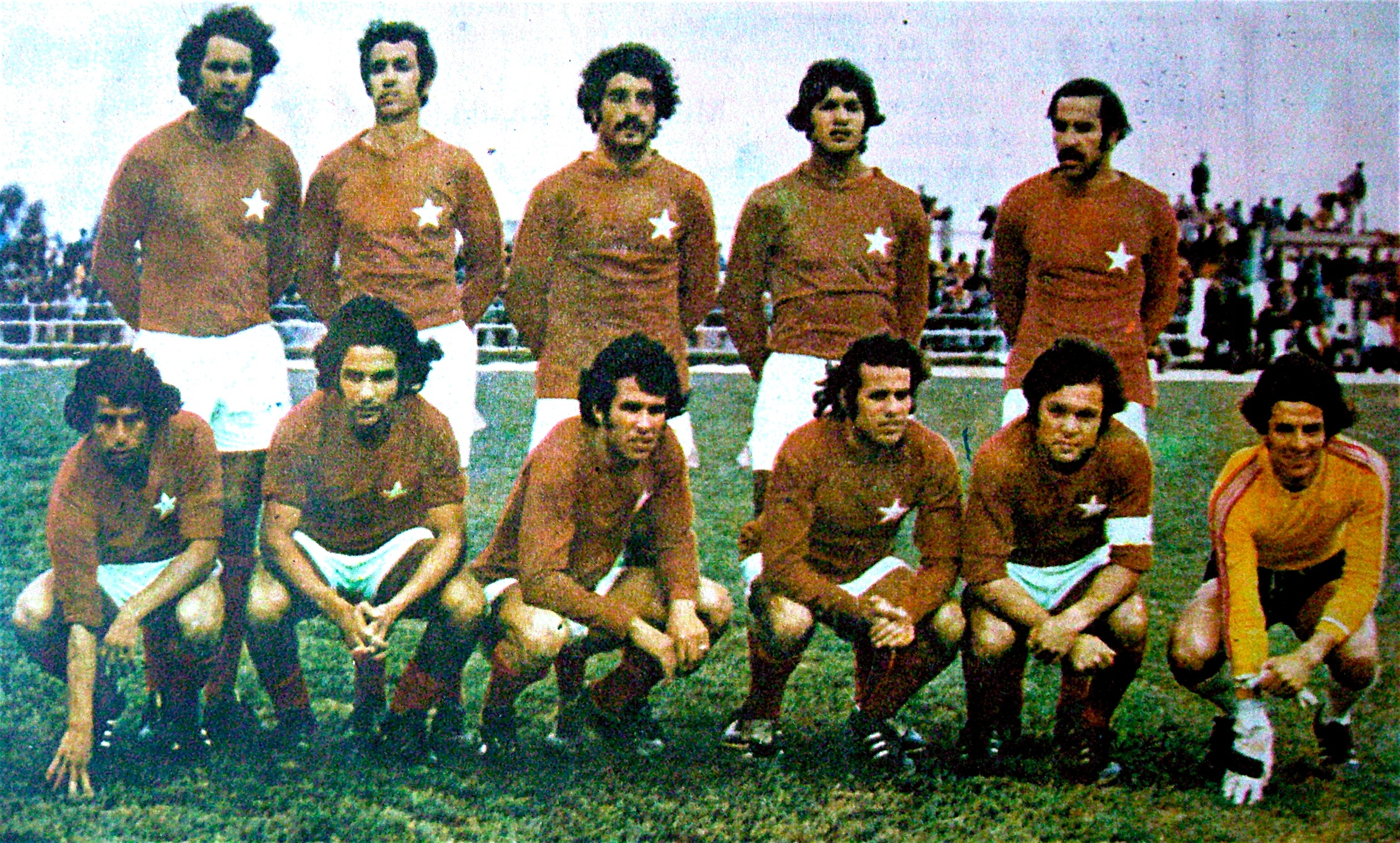
تشكيلة النجم الرياضي الساحلي الفائزة بلقب كأس تونس 1973–74.

في موسم 1974–75، احتل الفريق المركز الثالث في الدوري للمرة الثانية تواليا، حيث سجل عبد الرؤوف بن عزيزة وحامد كمون سبعة أهداف، كما تمكن الفريق من الفوز بالكأس مرة أخرى بفوزه في النهائي على مكارم المهدية 3–0. الأمر الذي مكن الفريق من التأهل لمسابقة الكأس المغاربية للأندية الفائزة بالكؤوس والفوز بها بعد تغلبه على نادي الاتحاد القاسمي المغربي، نادي مولودية الجزائر ونادي شباب المحمدية المغربي، وبذلك تنتهي فترة تدريب عبد المجيد الشتالي التي استمرت لخمس سنوات وحقق الفريق ألقاب كبيرة واتجه الشتالي لتدريب المنتخب التونسي. عرفت السنوات التالية أن الفريق سيستمر في اللعب بالطريقة نفسها، لكن هذا لم يراهن على فوزه بالبطولات رغم إنهاء الموسم في المركز الأول موسم 1975–76، لكنه خسر في المباراة الفاصلة لتحديد بطل الموسم أمام الترجي الرياضي التونسي. وكان عبد الرؤوف بن عزيزة في صدارة الهدافين برصيد 20 هدفا، وخسر الفريق أيضا في نصف نهائي الكأس أمام النادي الإفريقي 1–0. وعاد المدرب السوفيتي ألكسي بارامونوف لقيادة الفريق لكنه أنهى موسم 1976–77 في المركز الخامس، وخسر أمام النادي الإفريقي في نهائي الكأس 3–1 وأنهى عبد الرؤوف بن عزيزة الموسم برصيد 14 هدفا. في موسم 1977–78، احتل الفريق المركز الثالث في البطولة، وواصل عبد الرؤوف بن عزيزة أداءه الجيد حيث احتل صدارة هدافي الدوري برصيد 20 هدفا. ولم تُلعب مسابقة الكأس تلك السنة بسبب اكتظاظ الرزنامة بعد تأهل المنتخب التونسي لبطولة كأس العالم لأول مرة في تاريخه في نسخة 1978 المقامة في الأرجنتين تحت قيادة ابن النادي عبد المجيد الشتالي.

### الاستقرار المحلي (1978–1993)

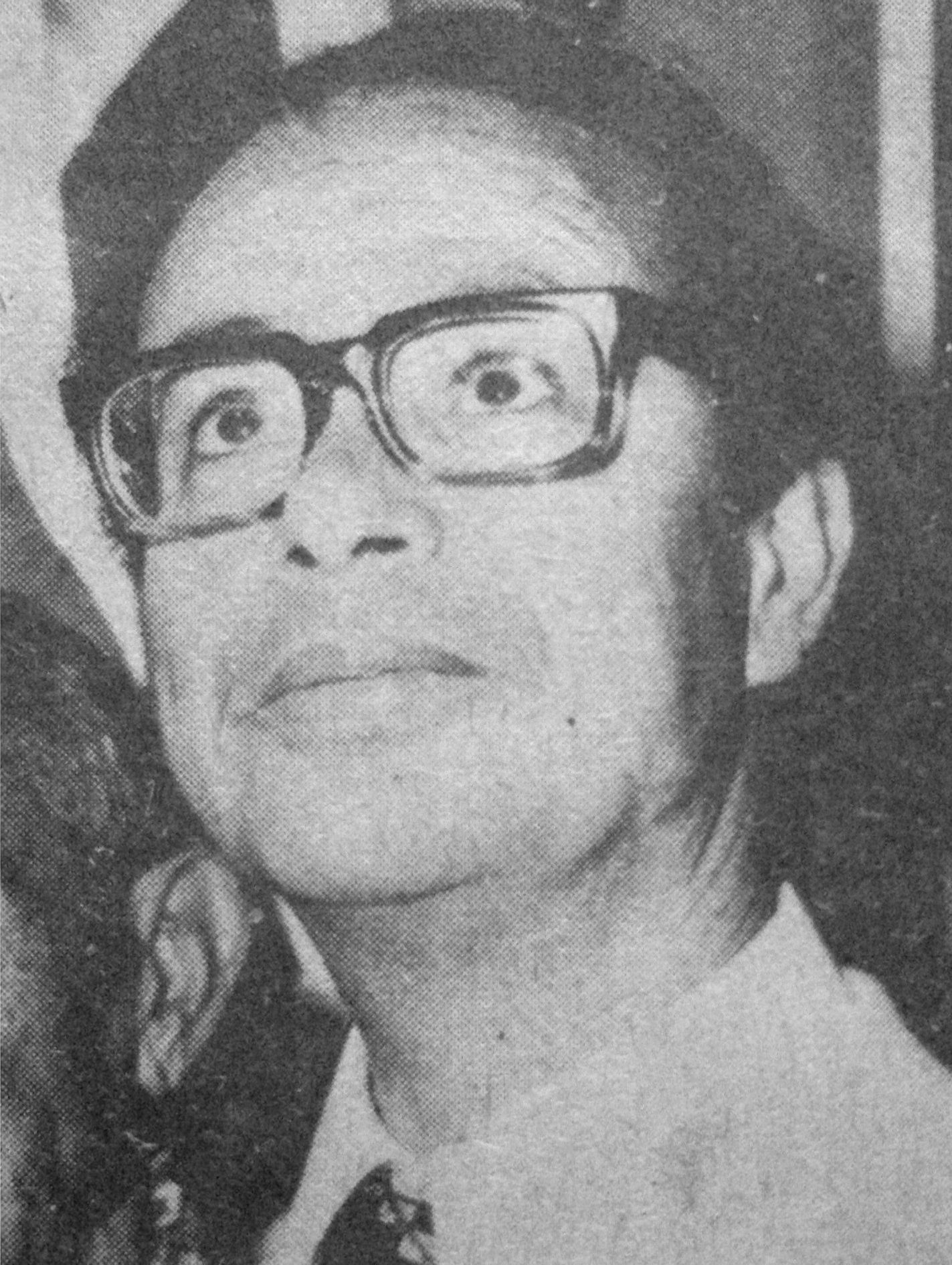
حامد القروي خلال فترة رئاسته للفريق.

نشأ جيل جديد بعد كأس العالم 1978. بعد رحيل لاعبين دوليين مثل عبد الرؤوف بن عزيزة الذي ذهب للعب في دوري المحترفين السعودي لصالح نادي النصر. احتل النجم الرياضي الساحلي المركز الثالث في البطولة المحلية موسم 1978–79، وخسر أمام الشبيبة الرياضية القيروانية 1–0 في دور الـ16 من كأس تونس ليغادر مبكرا. كان موسم 1979–80 مماثلا للموسم السابق بعد أن أنهى الموسم في المركز الثالث، وخرج من الكأس في نفس الدور أمام النادي الرياضي الصفاقسي 1–0. في موسم 1980–81، ترك الرئيس حامد القروي الفريق ليتفرغ للعمل السياسي بعد 20 عامًا كرئيس للفريق ليكون الرئيس صاحب أطول فترة رئاسية في تاريخ النادي. كما تم تعيين نجل النادي محسن حباشة مدربا للفريق وعلى الرغم من وصول الفريق إلى المركز الرابع في الدوري، إلا أنه تمكن من الفوز بكأس تونس بعد فوزه على الملعب التونسي 3–1. في موسم 1981–82، بقي النجم الرياضي الساحلي في نفس المركز واحتل المركز الثالث في الدوري، وخرج في ربع نهائي الكأس ضد النادي الرياضي البنزرتي 2–1. في موسم 1982–83، احتل الفريق المركز السادس في الدوري المحلي، رغم فوزه بكأس تونس على المستقبل الرياضي بالمرسى في النهائي 2–1.

في موسم 1983–84، احتل الفريق المركز الثالث في البطولة، وخرج من دور الـ16 في الكأس ضد النادي الرياضي لحمام الأنف 2–1. في الموسم التالي 1984–85، احتل الفريق المركز الرابع، وخسر أيضًا في الكأس أمام النادي الرياضي الصفاقسي 2–1 في ربع النهائي. المدرب عمر الذيب الذي اضطر رغم فشله في كأس تونس من الدور 16 ضد الترجي الرياضي التونسي 2–0 لكنه تمكن من إعادة لقب الدوري المحلي إلى خزائن الفريق بعد 14 عاما من الغياب في موسم 1985–86. كما فازوا بلقب كأس السوبر التونسي للمرة الثانية في تاريخهم بفوزهم على الترجي. في موسم 1986–87، تم تعيين المدرب الشاب فوزي البنزرتي كمدرب رئيسي للفريق. في سن 37، نجح في الفوز بالدوري المحلي للمرة الثانية على التوالي، بالإضافة إلى الخروج من كأس تونس من دور الـ16 أمام النادي الأولمبي للنقل بركلات الترجيح كما فاز الفريق بلقب كأس السوبر التونسي للمرة الثانية تواليا أمام النادي الرياضي البنزرتي.

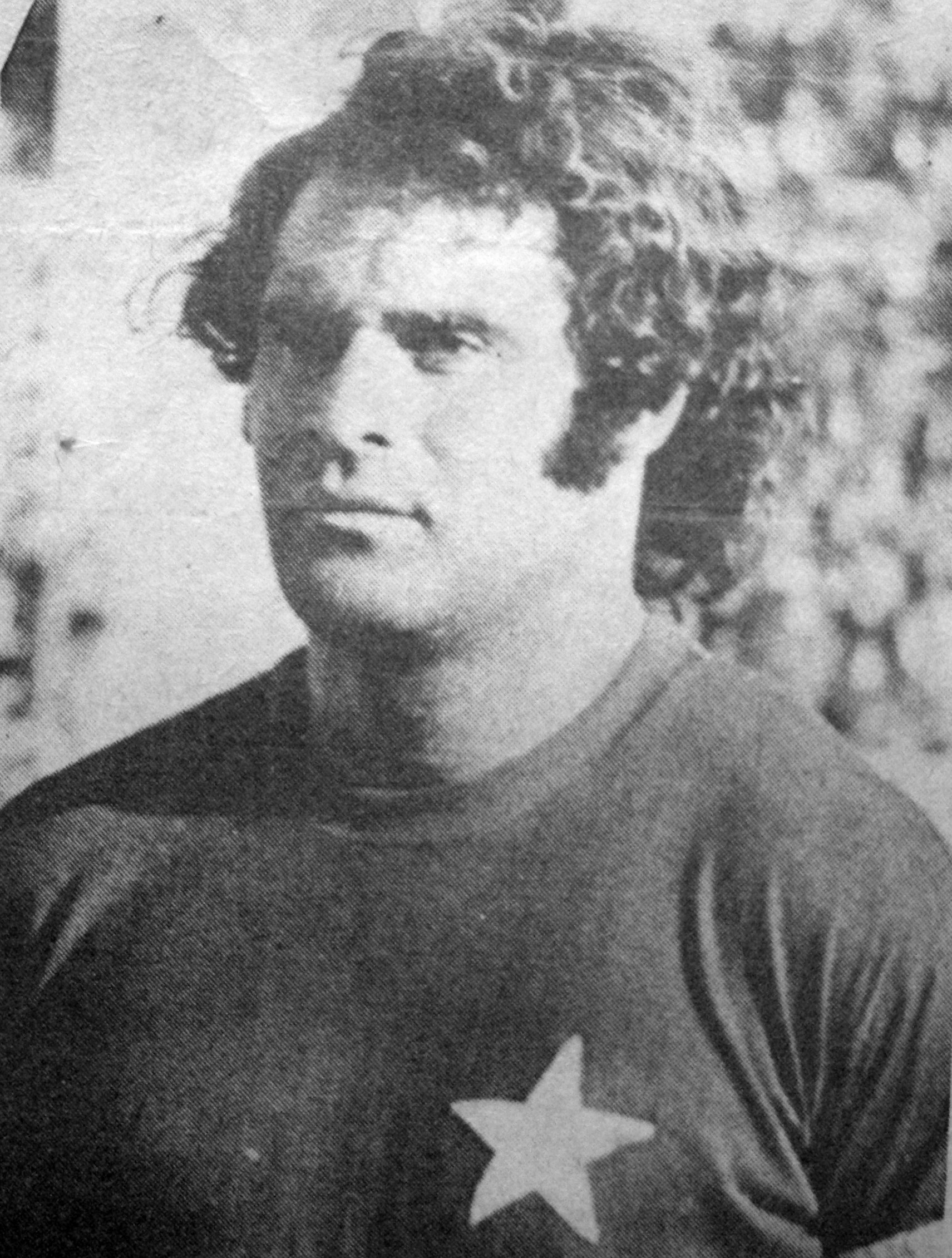
محسن حباشة مدرب من 1980 إلى 1983 وفاز بلقبين من كأس تونس.

كما شارك الفريق في بطولة الأندية العربية لأبطال الدوري 1987، حيث اجتاز الدور الأول أمام شبيبة القبائل ونادي الرجاء الرياضي قبل أن ينسحب في الدور الثاني الخسارة أمام نادي الرشيد الرياضي ونادي الاتحاد السعودي. وفي أواخر الثمانينيات وأوائل التسعينيات تراجع مستوى الفريق ليغيب عن منصات التتويج، ورافقت الفترة أيضًا تغير كبير في عدد المدربين وفي إدارة الفريق الذي لم يعرف الاستقرار بعد وصول أكثر من رئيس واحد خلال تلك الفترة، احتلوا المركز الخامس موسم 1987–88، وخرجوا من الكأس في نصف النهائي ضد النادي الإفريقي بركلات الترجيح وفي موسم 1988–89 احتل الفريق المركز الثالث في الدوري، وخسر أيضًا في نصف النهائي مرة أخرى أمام الترجي الرياضي التونسي 1–0. كما شارك الفريق في بطولة الأندية العربية لأبطال الدوري 1989 الذي مر بالدور الأول الذي يضم شبيبة القبائل ونادي الأولمبيك البيضاوي وبلغ النصف النهائي بعد الفوز على نادي الوداد الرياضي قبل الهزيمة أمام نادي الهلال السعودي. في موسم 1989–90 أنهى الفريق الموسم في المركز الرابع، وعانى أيضا من هزيمة مذهلة في الدور 16 من كأس تونس أمام نادي المحيط القرقني 3–0. في موسم 1990–91 عاد فوزي البنزرتي لتدريب الفريق واحتل المركز الثالث ووصل إلى نهائي الكأس قبل أن يخسر أمام الترجي الرياضي التونسي 2–1 في الملعب الأولمبي بالمنزه. في موسم 1991–92 أنهى النجم الرياضي الساحلي الموسم في المركز الخامس وخرج من كأس تونس في النصف النهائي ضد النادي الإفريقي بركلات الترجيح. موسم 1992–93 كان كارثيا على جميع الأصعدة حيث احتل الفريق المركز الحادي عشر في الدوري وهو أسوأ مركز له منذ استقلال تونس وكان على بعد نقطة من السقوط إلى دوري الدرجة الثانية كما هزم ضد الاتحاد الرياضي المنستيري 6–5، وهزيمة مذلة أمام المستقبل الرياضي بالمرسى 4–0 في نصف نهائي الكأس. وغادر رئيس الفريق حمادي المستيري الفريق في ذلك الموسم خلفا له نجل النادي عثمان جنيح في رئاسة النادي.

### عصر عثمان جنيح: تألق قاري (1993–2006)
وبعد تعيين عثمان جنيح رئيسا للفريق، تم التعاقد مع المدرب الجزائري رابح سعدان لتدريب الفريق وتحسين نتائجه. وصل إلى نهائي الكأس موسم 1993–94 قبل أن يخسر أمام المستقبل الرياضي بالمرسى 1–0 وأنهى الموسم في المركز الثاني خلف الترجي الرياضي التونسي. كما شارك الفريق في البطولة العربية للأندية الفائزة بالكؤوس 1993 ووصل إلى النصف النهائي قبل الهزيمة أمام نادي الأولمبيك البيضاوي. في موسم 1994–95، تم تعيين المدرب البرازيلي خوسيه دوترا دوس سانتوس مدربًا ليكون أول مدرب من أمريكا الجنوبية يقود الفريق، احتل النادي المركز الثالث في الدوري المحلي قبل الخروج في دور الـ 16 من الكأس ضد الأولمبي الباجي. وعاد للمنافسة على المنافسات الإقليمية هذا العام بعد حصوله على الكؤوس المغاربية في السبعينيات حيث وصل الفريق إلى نهائي البطولة العربية للأندية الفائزة بالكؤوس 1995 قبل أن يخسر أمام مواطنه النادي الإفريقي في الملعب الأولمبي بسوسة. واصل الفريق أداءه الجيد هذا العام وتمكن من الفوز بلقب كأس الاتحاد الأفريقي 1995 لأول مرة في تاريخه ليكون أول لقب قاري له على الإطلاق بعد فوزه في النهائي ضد نادي كالوم ستار الغيني 2–0. قررت الإدارة تجديد الثقة في المدرب البرازيلي. وتمكن الفريق من الفوز بكأس تونس بعد 13 سنة بفوزه على الشبيبة الرياضية القيروانية في النهائي 2– واحتل الفريق المركز الثاني في البطولة. كما وصل الفريق إلى نهائي كأس الاتحاد الأفريقي في نفس العام قبل الهزيمة النهائية أمام نادي الكوكب المراكشي بقانون أهداف خارج الديار. في موسم 1996–97، حقق الفريق نتائج بارزة بعد فوزه بلقب الدوري بعد 10 سنوات رغم النتائج المخيبة للآمال في الكأس بعد ربع النهائي ضد الشبيبة الرياضية القيروانية كما فاز الفريق بلقب كأس أفريقيا للأندية أبطال الكؤوس 1997 في نفس العام بعد تغلبه على فرق قوية مثل نادي هارتس أوف أوك الغاني ونادي المقاولون العرب المصري قبل الفوز في المباراة النهائية على نادي الجيش الملكي المغربي 2–1. إنتهى العقد مع المدرب البرازيلي بعد النتائج المذهلة التي تحققت والتعاقد مع الكرواتي إيفان بوليان الذي فاز بلقب كأس السوبر الأفريقي لأول مرة في تاريخه وحقق أيضًا المركز الثالث في الدوري وخسر أيضًا في ربع النهائي الكأس أمام المستقبل الرياضي بالمرسى 2–1. وعينت إدارة الفريق الفرنسي جين فيرنانديز مدربا للنادي، واحتل الفريق المركز الرابع في البطولة الوطنية وخرج مبكرا في الكأس أمام الترجي الرياضي الجرجيسي بركلات الترجيح. اللاعب البرازيلي فرانسيلودو سانتوس كان هداف الدوري التونسي ليكون أول هداف من النجم الرياضي الساحلي منذ ما يقرب من 30 عاما.

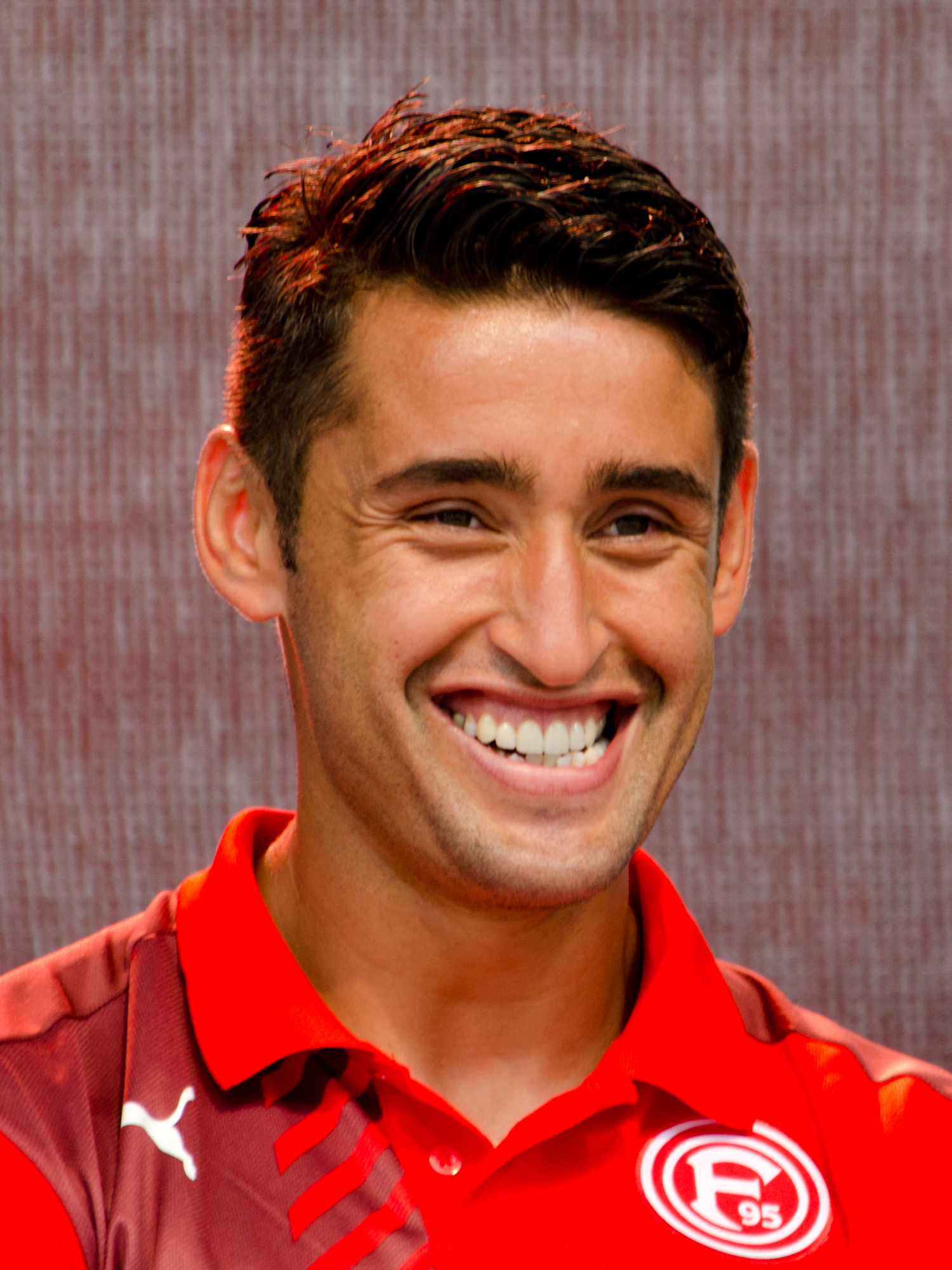
كريم حقي، واحد من أهم لاعبي الفريق في موسم 2002–03.

ثم وقع الفريق مع المدرب لطفي البنزرتي لتدريب النادي وهو الشقيق الأصغر للمدرب السابق فوزي البنزرتي. وتمكن لطفي البنزرتي من الفوز بكأس الاتحاد الإفريقي 1999 بعد تغلبه على أندية كبيرة مثل نادي الزمالك المصري في النصف النهائي ونادي الوداد الرياضي في النهائي. وواصل النجم الرياضي الساحلي أداءه الرائع في البطولات الأفريقية، ووصل الفريق إلى المركز الثاني في موسم 1999–2000 بالإضافة إلى الانسحاب من نصف نهائي الكأس أمام النادي الإفريقي. في الموسم التالي 2000–01 مع المدرب الصربي إيفيكا تودوروف، احتل الفريق بالمركز الثاني قبل أن يخسر في نهائي الكأس أمام النادي الرياضي لحمام الأنف في أول مباراة على أرضية ملعب 7 نوفمبر في رادس الذي افتتح من أجل دورة ألعاب البحر الأبيض المتوسط 2001. كما وصل الفريق إلى نهائي كأس الاتحاد الأفريقي للأندية في نفس العام قبل الهزيمة أمام شبيبة القبائل. في موسم 2001–02، احتل النادي المركز الثاني في الدوري للمرة الثالثة على التوالي لكنه لم يلعب كأس تونس في ذلك العام بسبب إكتظاظ الرزنامة بعد تأهل المنتخب التونسي لبطولة كأس العالم 2002.
في موسم 2002–03، تم تعيين الفرنسي رينيه لوبيلو مدربًا للنادي واستمر الفريق في احتلال المركز الثاني في البطولة المحلية مرة أخرى، بالإضافة إلى فوزه على الترجي الرياضي التونسي في ربع نهائي الكأس 1–0، لكن الفريق تمكن من الفوز بلقب كأس أفريقيا للأندية أبطال الكؤوس 2003 بعد فوزه على الفريق النيجيري جوليوس بيرجر 3–0 ليكون النجم الرياضي الساحلي أكثر الفرق التونسية حصدا للألقاب الأفريقية. واصل الفريق الإحتكاك بالمدرسة الفرنسية لتعيين برنارد سيموندي مدربًا للنادي. واحتل الفريق المركز الثاني في البطولة المحلية لتصبح عقدة الفريق وخرج من نصف نهائي الكأس أمام الترجي الرياضي التونسي بركلات الترجيح وخسر أيضا في كأس السوبر الأفريقي أمام نادي إنييمبا إنترناشونال. ولعب الفريق في نفس الموسم دوري أبطال العرب 2003–04 قبل أن يخرج في الدور الثاني أمام النادي الأهلي والنادي الإسماعيلي المصريين بصعوبة.
في نهاية العام، تولى الأسطورة عبد المجيد الشتالي مسؤولية الفريق بعد بلوغه نهائي دوري أبطال أفريقيا لأول مرة في تاريخه قبل أن يخسر أمام نادي إنييمبا إنترناشونال في النهائي بركلات الترجيح. موسم 2004–05 خرج الفريق من الدور الأخير من الكأس أمام الترجي الرياضي التونسي بركلات الترجيح واحتل المركز الثاني في البطولة بعد تعادل في النقاط مع النادي الرياضي الصفاقسي قبل أن يقرر الاتحاد الدولي لكرة القدم أن يحسم. في يوليو من نفس العام، وقع الفريق عقدًا مع المدرب البوسني محمد بازداريفيتش الذي تمكن من الوصول إلى نهائي دوري أبطال أفريقيا 2005 للمرة الثانية في تاريخه وبعد تجاوز نادي الجيش الملكي المغربي في الدور الثاني ونادي الرجاء الرياضي في النصف النهائي لكنه خسر مرة أخرى في المباراة النهائية أمام النادي الأهلي 3–0. في الكأس المحلية، خرج الفريق ضد النادي الرياضي لحمام الأنف 2–1. أقالت إدارة المدرب محمد بازداريفيتش في 12 أبريل 2006، بعد هزيمة 1–0 على أرضه أمام الاتحاد الرياضي المنستيري في مباراته الأخيرة في الدوري والتي كلفته البطولة التونسية بفارق نقطة واحدة فقط عن الترجي الرياضي التونسي في الدوري. ووقع الفريق بعد ذلك بيومين مع المدرب المخضرم فوزي البنزرتي لقيادة الفريق في الموسم المقبل. بعد أسابيع قليلة، انتهت رئاسة عثمان جنيح بعد 13 عامًا اشتهر فيها النجم الرياضي الساحلي بتألق أفريقي غير مسبوق في تاريخ كرة القدم في تونس.

### الهيمنة الأفريقية والارتقاء إلى المستوى الدولي (2006–2008)
أصبح معز إدريس رئيسًا في 8 يونيو 2006 وكان فوزي البنزرتي مدربًا للفريق. تم التعاقد مع البنزرتي مع الفريق من أجل حسم عقدة المركز الثاني في البطولة والاستمرار في التألق الأفريقي وحقق ما يريده حيث تمكن الفريق من الفوز بلقب كأس الكونفيدرالية الأفريقية 2006 بعد فوزه على مواطنه الترجي الرياضي التونسي بالفوز على أرضه وخارج أرضه في دوري المجموعات والفوز على نادي الجيش الملكي المغربي في النهائي وهو ما مكّن النادي من خوض كأس السوبر الأفريقي 2007 ضد النادي الأهلي المصري لكنه خسر بركلات الترجيح في ملعب أديس أبابا في إثيوبيا. تمكن فوزي البنزرتي من الفوز بلقب الدوري أخيرًا بعد أن احتل المركز الثاني في سبع سنوات متتالية على الرغم من الخروج المبكر في الكأس أمام نادي النادي الرياضي لحمام الأنف بركلات الترجيح في ربع النهائي. في مايو 2007، أعلن معز إدريس عن إقالة فوزي البنزرتي من تدريب الفريق قبل انطلاق دوري أبطال أفريقيا 2007 رغم النتائج الممتازة، في الواقع كانت مفاجئة غير متوقعة آنذاك. وتم تعيين الفرنسي برتران مارشان الذي كان مدربا مع النادي الإفريقي في تلك الفترة. ونجح في دور المجموعات من المسابقة الأفريقية بتخطي شبيبة القبائل الجزائري، نادي الاتحاد الليبي ونادي الجيش الملكي المغربي قبل أن يفوز في النصف النهائي أمام نادي الهلال السوداني ليتأهل للمباراة النهائية للمباراة الثالثة في أربع سنوات فقط. كان النهائي أمام النادي الأهلي المصري الذي يحمل الرقم القياسي في عدد الألقاب وقد فاز أيضا على النجم الرياضي الساحلي في نهائي دوري أبطال أفريقيا 2005 وفاز على مواطنه النادي الرياضي الصفاقسي في نهائي دوري أبطال أفريقيا 2006 ليشير إلى كل التوقعات بفوز النادي الأهلي باللقب السادس، خاصة بعد نهاية مباراة الذهاب في سوسة بالتعادل 0–0. في 9 نوفمبر 2007، حقق النجم الرياضي الساحلي المفاجأة بفوزه على النادي الأهلي في القاهرة 3–1 بأهداف عفوان الغربي (الدقيقة 44)، أمين الشرميطي (الدقيقة 90+3) وموسى ناري (الدقيقة 90+5) مفاجأة لم يتوقعها أحد خاصة في استاد القاهرة الدولي وأمام 75000 متفرج وأمام الرئيس المصري حسني مبارك الذي أهدى الكأس للاعبي الفريق. وكان الأسطورة عبد المجيد الشتالي هو الوحيد الذي توقع الفوز. مكّن فوز الفريق من التأهل إلى كأس العالم للأندية 2007 في اليابان لأول مرة في تاريخه لمواجهة أحد أفضل الأندية في العالم، مثل إيه سي ميلان بصفته بطل دوري أبطال أوروبا 2006–07 وبوكا جونيورز أيضًا بطل كوبا ليبرتادوريس 2007. في الربع النهائي، التقى الفريق نادي باتشوكا المكسيكي، أحد أفضل الأندية في أمريكا الشمالية خاصة بعد فوزه بلقب دوري أبطال الكونكاكاف. لكن النجم الرياضي الساحلي نجح في التغلب عليه بهدف اللاعب الغاني موسى ناري في الدقيقة 85 ليكون ثاني فريق أفريقي بعد النادي الأهلي المصري يتأهل لنصف النهائي. وجد الفريق نفسه أمام بوكا جونيورز في النصف النهائي وقدم النجم الرياضي الساحلي أداءً مميزاً في المباراة أمام أعين الأسطورة الأرجنتينية دييغو مارادونا الذي جاء لتشجيع فريقه الأرجنتيني. فاز بوكا جونيورز بفارق ضئيل 1–0 ليحرم النجم الرياضي الساحلي من مواجهة إيه سي ميلان في النهائي.

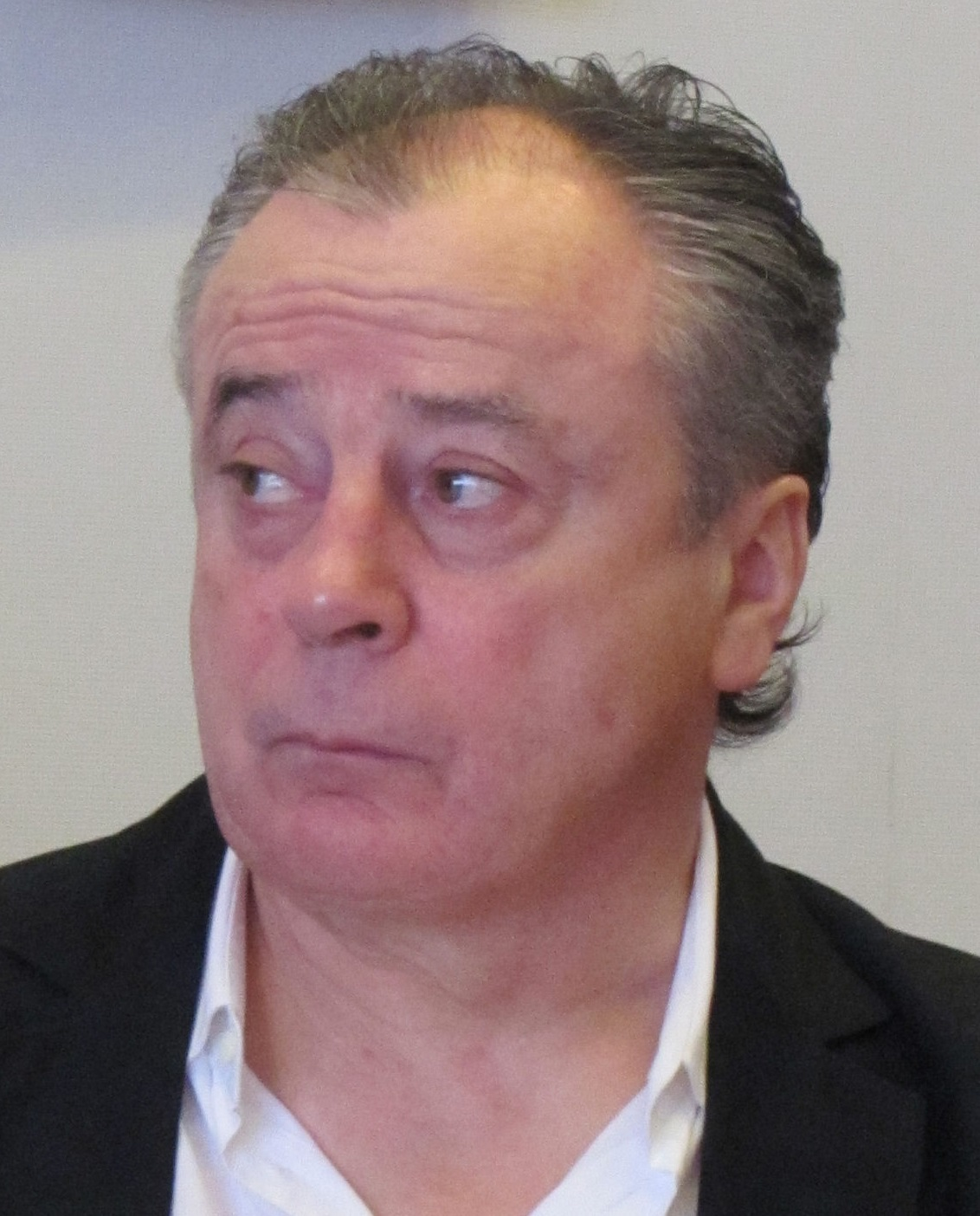
برتران مارشان قاد الفريق للفوز بأول لقب دوري أبطال أفريقيا سنة 2007.

في مباراة تحديد المركز الثالث، تعادل الفريق مع المضيف وبطل آسيا أوراوا رد دايموندز 2–2 بعد هدف أمين الشرميطي لفريقه قبل نهاية المباراة بربع ساعة لكن ركلات الترجيح أدت إلى فوز الفريف الياباني. أنهى النجم الرياضي الساحلي كأس العالم للأندية 2007 بالمركز الرابع في أول ظهور له، مما جعل جمهوره يرحب به في مطار الحبيب بورقيبة الدولي. كانت هذه واحدة من أفضل الفترات في تاريخ الكرة التونسية لأن فوز الفريق في دوري الأبطال رافقه فوز مواطنه النادي الرياضي الصفاقسي بلقب كأس الكونفيدرالية الأفريقية 2007 والتي التي جمعت كأس السوبر الأفريقي بفريقين تونسيين. وفاز بها النجم الرياضي الساحلي الذي واصل أداءه القوي في أفريقيا بعد الفوز 2–1 في ملعب 7 نوفمبر في رادس بأهدف أمين الشرميطي ورضوان الفالحي. بعد هذه العروض، وجد النجم الرياضي الساحلي نفسه في المرتبة الأولى في تونس وأفريقيا في تصنيف الاتحاد الدولي لتاريخ وإحصاءات كرة القدم.
محليا، كان الفريق قاب قوسين أو أدنى للحفاظ على لقب الدوري، خاصة أنه كان أفضل ناد في تونس في تلك الفترة قبل أن يذهب اللقب لصالح النادي الإفريقي في الجولة الأخيرة بفارق نقطتين فقط. أعلن برتران مارشان رحيله بعد فترة مليئة بالألقاب والإنجازات، لذا عينت الإدارة المدرب السويسري ميشال ديكاستيل لقيادة الفريق. وصل الفريق إلى نهائي الكأس قبل أن يخسر أمام الترجي الرياضي التونسي 2–1 في مباراة كانت متنافسة على نطاق واسع بعد أن رفض الحكم الألماني فلوريان ماير 3 أهداف صحيحة للفريق. على الرغم من غيابه عن دوري أبطال أفريقيا هذا العام، لكنه شارك في كأس الكونفيدرالية الأفريقية 2008 واصل النجم الرياضي الساحلي أداءه القوي متجاوزًا الترجي الرياضي التونسي في الجولة الأولى 2–0، وشبيبة القبائل، المريخ وأشانتي كوتوكو في دور المجموعات ليجدوا أنفسهم أمام مواطنهم النادي الرياضي الصفاقسي في المباراة النهائية لتأكيد سيطرة الأندية التونسية على القارة الأفريقية. لكن اللقب ذهب إلى النادي الرياضي الصفاقسي بعد تعادله في سوسة 2–2 ليتبعه إقالة المدرب ميشال ديكاستيل وبدء مرحلة من عدم الاستقرار.

### خيبات الأمل (2008–2013)

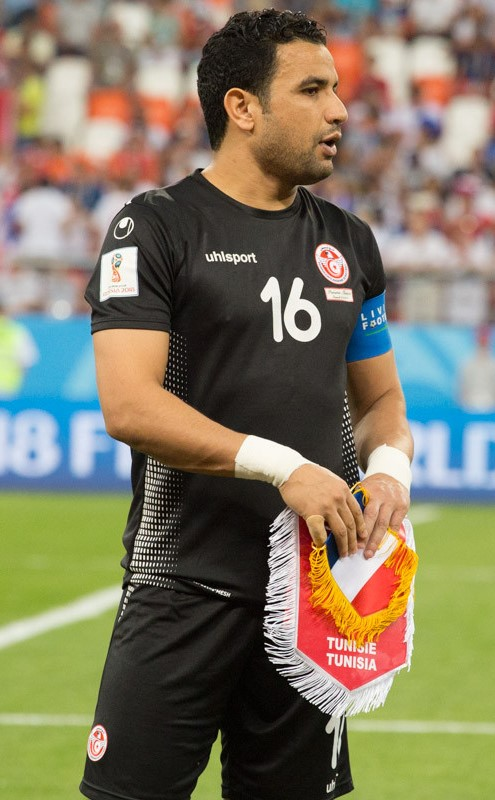
أيمن المثلوثي، أحد أفضل حراس المرمى في تاريخ النادي، حقق جميع الألقاب الممكنة تقريبًا.

بعد التألق القاري والدولي، غادر غالبية ذلك الجيل الفريق إلى أندية أوروبية، باستثناء البعض منهم مثل أيمن المثلوثي، رضوان الفالحي وعفوان الغربي. وأثر التغيير في التشكيلة على أداء الفريق رغم تعيين المدرب الألماني غيرنو رور، لكن الفريق جاء في المركز الثالث بالدوري المحلي، ما منع الفريق من المشاركة في دوري أبطال أفريقيا. وخرج الفريق أيضا من كأس تونس في ربع النهائي بعد الهزيمة أمام الترجي الرياضي التونسي 1–0 مما عجل في خروج غيرنو رور من الفريق. وكان المدير الفني السابق للاتحاد الرياضي المنستيري، لطفي رحيم قد عين مدربا للفريق في مايو 2009 الذي شهد مرحلة المجموعات في دوري أبطال إفريقيا بعد تغلبه على أولمبي الشلف وأهلي طرابلس في الدور الأول.
ومع ذلك، فشل الفريق في التأهل لنصف النهائي بعد هزيمته أمام تي بي مازيمبي ونادي هارتلاند، كما خرج من كأس تونس في وقت مبكر بعد الهزيمة أمام المستقبل الرياضي بالمرسى بركلات الترجيح. كما فشل المدرب الهولندي بيت هامبرغ في إخراج الفريق من الأزمة بعد الانسحاب المبكر من كأس الكونفيدرالية الأفريقية 2010 والمركز الثالث في الدوري. كل هذه خيبات الأمل ساهمت في استقالة إدارة الفريق وانتخاب هيئة جديدة برئاسة اللاعب السابق حامد كمون. تم التعاقد مع المدرب المغربي محمد فاخر لقيادة الفريق وعلى الرغم من البداية الجيدة في البطولة المحلية إلا أن فترة التدريب لم تتجاوز أربع أشهر ليحل محله منذر الكبير الذي حسّن نتائج الفريق وعاد للمنافسة بقوة على لقب الدوري. بعد فوزه على الترجي الرياضي التونسي 5–1 في تلك الفترة والوصول إلى نهائي الكأس. لكن الفريق خسر هذه الألقاب أمام الترجي الرياضي التونسي في النهاية. وفي المسابقات الأفريقية وبعد فوزه بالدور الأول على أشانتي غولد، رفض الفريق السفر إلى نيجيريا للقاء كادونا يونايتد لأسباب أمنية، ما أدى إلى استبعاد الفريق من المنافسة.
استقالة حامد كمون من رئاسة الفريق في مايو 2011 لظهور أزمة كبيرة في الفريق أثرت على أداء الفريق الذي عرف أربع مدربين في موسم واحد وهو ما كان سيئًا على جماهير النجم الرياضي الساحلي بعد المركز الرابع في الدوري موسم 2011–12. ولم يتم إنهاء كأس تونس بسبب الأحداث السياسية في تونس عام 2011. ولم تتمكن إدارة الفريق الجديدة، برئاسة حافظ حميد، من إنهاء الأزمة في الفريق. تم تعيين رضا شرف الدين لهذا المنصب في مايو 2012. تأهل النجم الرياضي الساحلي لدور المجموعات من دوري أبطال أفريقيا 2012. أدت أعمال الشغب في الملعب الأولمبي بسوسة يوم 18 أغسطس 2012 إلى اتخاذ قرار من قبل الاتحاد الأفريقي لكرة القدم لاستبعادهم من البطولة. وساهم ذلك في تفاقم أزمات الفريق.

### العودة المحلية والقارية (2013–الآن)

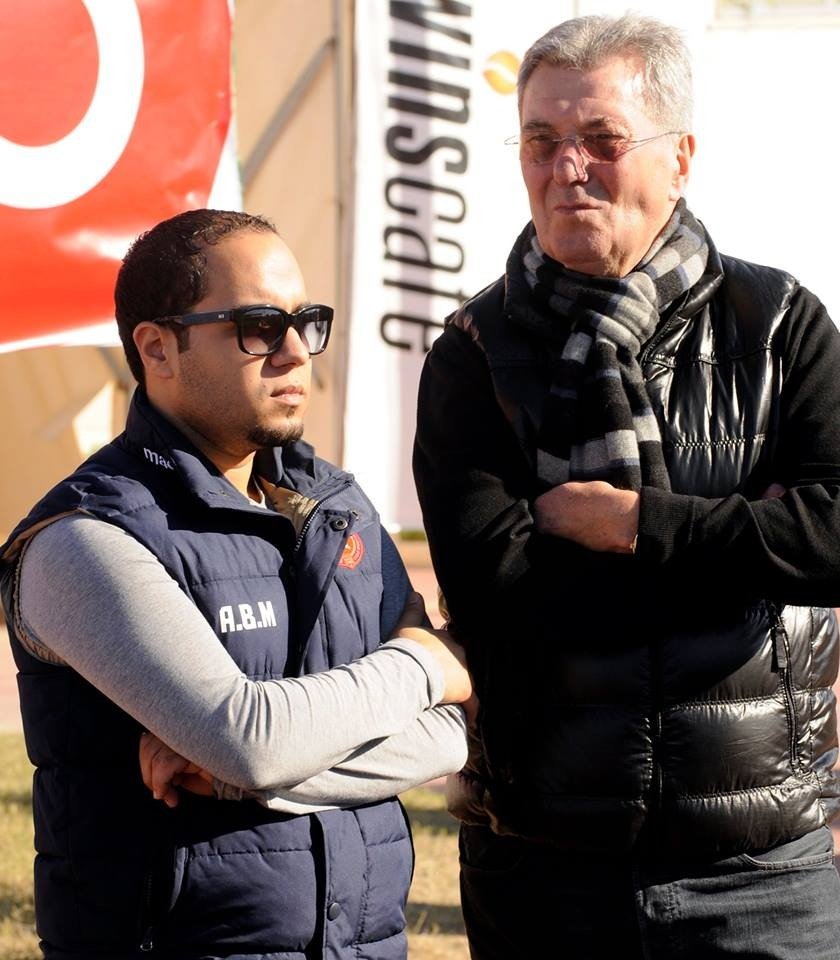
روجيه لومير (يمين) في الملعب الأولمبي بسوسة أثناء تدريبه النجم الرياضي الساحلي موسم 2013–14. قاد الفريق للفوز بلقب كأس العرب للأندية الأبطال موسم 2018–19.

في فبراير 2013، تم تعيين مدرب منتخب الكاميرون السابق دينيس لافاني لقيادة الفريق للتأهل لمرحلة الملحق من البطولة المحلية وتنافس للدور الأخير قبل أن يحتل المركز الثالث. في الواقع، كان النجم الرياضي الساحلي بطلاً في النصف الأول من الجولة الماضية. في كأس الكونفيدرالية الأفريقية 2013 وعلى الرغم من تجاوزه شبيبة بجاية في الدور الأول، إلا أن الفريق فشل في التأهل لنصف النهائي بعد خسارته أمام النادي الرياضي الصفاقسي والملعب المالي. أما بالنسبة لكأس تونس 2011–12 التي اكتملت في 2013، فقد نجح النجم الرياضي الساحلي بتحقيق اللقب بها بعد فوزه على النادي الرياضي الصفاقسي 1–0 ليكون أول لقب يفوز به في السنوات الخمس الماضية. في ديسمبر 2013، تم التعاقد مع الفرنسي المخضرم روجيه لومير لقيادة الفريق. شكل عددا من اللاعبين ونجح في القيام بمهام ناجحة مثل الجزائري بغداد بونجاح الذي أنهى الموسم كهداف للدوري المحلي رغم احتلال الفريق المركز الثالث. كما تمكن من الفوز بكأس تونس 2013–14 للمرة الثانية في المباراة النهائية بعد فوزه على النادي الرياضي الصفاقسي في المباراة النهائية بهدف في الدقيقة الأخيرة من أقدام بغداد بونجاح. بعد انتهاء عقده، ترك روجيه لومير انطباعات جيدة عن تشكيلة فريق متكامل. وقع الفريق مع الصربي دراغان سفيتكوفيتش، الذي لم يبق في منصبه بعد أكثر من شهر من النتائج الكارثية في كأس الكونفدرالية الأفريقية 2014 بإنهائه المجموعة في المركز الأخير ليحل محله المدرب فوزي البنزرتي.
وأنهى الفريق الموسم بالمركز الثاني للبطولة المحلية بعد نزاع مع تحكيم أدى إلى رفض إدارة الفريق لعب مباراة ضد النادي الرياضي لحمام الأنف. ومع ذلك، تمكن الفريق من الفوز بالكأس المحلية بعد فوزه على الملعب القابسي 4–3 في النهائي ليفوز باللقب للمرة الثالثة. أما قاريا، فقد لعب الفريق في كأس الكونفيدرالية الأفريقية 2015، متفوقًا على نادي الرجاء الرياضي المغربي في الدور الأول حيث تأهل لنصف النهائي بعد تجاوزه الملعب المالي ومواطنه الترجي الرياضي التونسي والفوز على النادي الأهلي المصري ثم تغلب على نادي الزمالك المصري في نصف النهائي في مباراة تاريخية 5–1 لصالح النجم الرياضي الساحلي قبل أن يتخطى أورلاندو بيراتس الجنوب أفريقي في النهائي ليفوز بأول لقب أفريقي منذ 2008 مخصص لعودته إلى أفريقيا ويصبح الفريق الأكثر تتويجًا في كأس الاتحاد الأفريقي للأندية وكأس الكونفيدرالية الأفريقية بأربعة ألقاب إلى جانب نفس الرقم الذي حققه النادي الرياضي الصفاقسي.

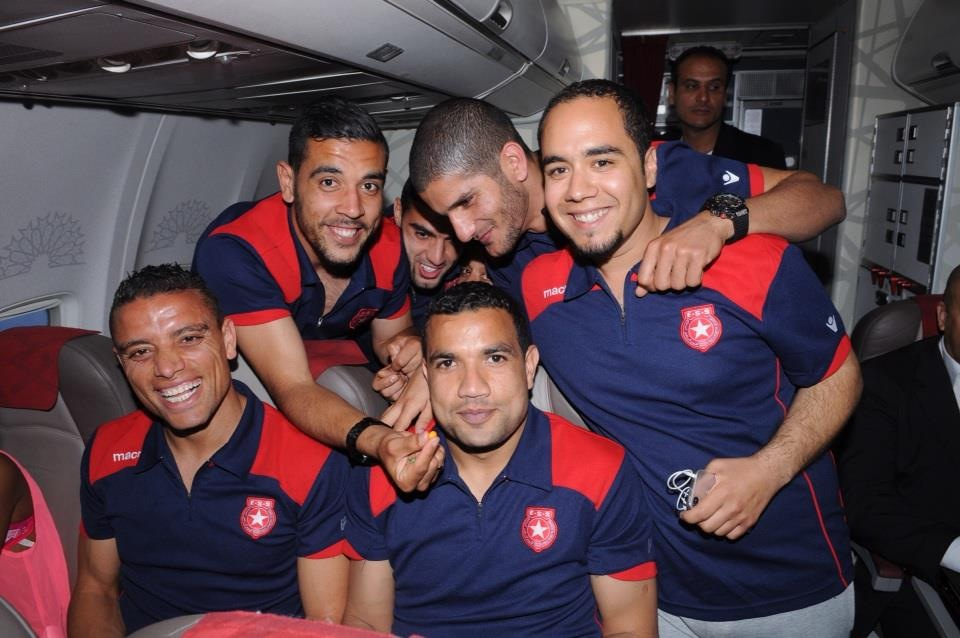
لاعبو النجم أثناء رحلة سفر إلى جمهورية الكونغو الديمقراطية. يظهر في الصورة أيمن المثلوثي وعلية البريقي.

هذا الفوز باللقب الأفريقي سمح للفريق اللعب في كأس السوبر الأفريقي 2016 ضد تي بي مازيمبي، لكنه خسر بفارق ضئيل 2–1. محليا، تمكن الفريق من الفوز بالدوري بعد تسع سنوات ليجمع 77 نقطة محطما الرقم القياسي في الرابطة التونسية المحترفة الأولى. تم إقصاء الفريق من ربع نهائي الكأس بعد الهزيمة أمام الترجي الرياضي التونسي 1–0 وفي نفس العام لم يتمكن الفريق من التأهل لمرحلة المجموعات من دوري أبطال أفريقيا 2016 بعد خسارته ضد نادي إنييمبا إنترناشونال بركلات الترجيح ليتأهل إلى كأس الكونفيدرالية الأفريقية 2016، اقترب الفريق من الحفاظ على اللقب بعد تجاوزه في دور المجموعات نادي الفتح الرباطي، نادي الكوكب المراكشي وأهلي طرابلس قبل الخروج أمام تي بي مازيمبي في نصف النهائي. بعد ما يقرب من ثلاث سنوات على رأس الفريق، تمت إقالة فوزي البنزرتي وإدارة الفريق. تم تعيين مدرب تي بي مازيمبي السابق هوبير فيلود لتدريب الفريق، وترك دور ربع نهائي الكأس ضد النادي الرياضي لحمام الأنف بركلات الترجيح قبل أن يحتل المركز الثاني في الدوري بعد منافسته مع الترجي الرياضي التونسي في الدور الأخير. قاريًا، تمكن الفريق من تجاوز مرحلة المجموعات في دوري أبطال أفريقيا 2017، متجاوزًا فريقن من السودان: الهلال والمريخ صحبة فيروفياريو بيرا الموزمبيقي، وتغلب على أهلي طرابلس في ربع النهائي 2–0 للتأهل إلى الدور نصف النهائي من البطولة لأول مرة منذ 10 سنوات حيث فازوا بالمسابقة في 2007. لكن النجم الرياضي الساحلي خسر أمام النادي الأهلي المصري 7–3 ذهابا وإيابا ليخرج من المنافسة وتمت إقالة المدرب الفرنسي هوبير فيلود. استقال معظم أعضاء الإدارة، مثل زياد الجزيري وحسين جنيح.
مع وصول المدرب الجزائري خير الدين مضوي، وصل الفريق إلى نهائي كأس تونس 2017–18 قبل أن يخسر أمام النادي الإفريقي 4–1 بالإضافة إلى نهاية الموسم في المركز الثالث في البطولة رغم تعادل النقاط مع النادي الإفريقي قبل أن يتم الحسم في المواجهات المباشرة. بعد ذلك تم التعاقد مع المدرب شهاب الليلي لكنه لم يبق كثيرًا بعد خروجه من دوري أبطال أفريقيا 2018 على يد مواطنه الترجي الرياضي التونسي في لبربع النهائي. ولم يبق المدرب البلجيكي جورج ليكنز كثيرا بسبب النتائج غير المؤكدة في البطولة. عاد روجيه لومير إلى النادي، مما أدى إلى تحسين نتائج الفريق ليحتل المركز الثاني في الدوري بفارق نقطتين فقط عن الصدارة، وتمكن من بلوغ نهائي كأس تونس. أما خارج تونس، نجح الفريق في التأهل لنصف نهائي كأس الكونفيدرالية الأفريقية 2019 بعد فوزه على الهلال السوداني قبل مواجهة نادي الزمالك. بالإضافة إلى ذلك، نجح الفريق في الفوز بلقب كأس العرب للأندية الأبطال لأول مرة في تاريخه في موسم 2018–19 بعد فوزه على نادي الرمثا الأردني في الجولة الأولى، وفاز على ناديي الدار البيضاء المغربيين الوداد والرجاء، ثم المريخ السوداني في نصف النهائي قبل أن يفوز في المباراة النهائية على استاد هزاع بن زايد في العين بالإمارات، بعد فوزه على نادي الهلال السعودي 2–1 بأهداف كريم العريبي (الدقيقة 30) وهدف محمد مثناني القاتل (الدقيقة 92) ليفوز الفريق باللقب وجائزة مالية قدرها 6 ملايين دولار.

## البطولات
النجم الرياضي الساحلي هو الفريق الأفريقي الوحيد الذي فاز بجميع المسابقات الرسمية للأندية المعترف بها من قبل الاتحاد الأفريقي لكرة القدم.

### البطولات المحلية
- الرابطة التونسية المحترفة الأولى: 1949–50، 1957–58، 1962–63، 1965–66، 1971–72، 1985–86، 1986–87، 1996–97، 2006–07، 2015–16، 2022–23
- كأس تونس: 1958–59، 1962–63، 1973–74، 1974–75، 1980–81، 1982–83، 1995–96، 2011–12، 2013–14، 2014–15
- كأس السوبر التونسي: 1973، 1986، 1987
- كأس الرابطة التونسية المحترفة: 2004–05
- كأس الهادي شاكر: 1965

### البطولات القارية
- دوري أبطال أفريقيا: 2007

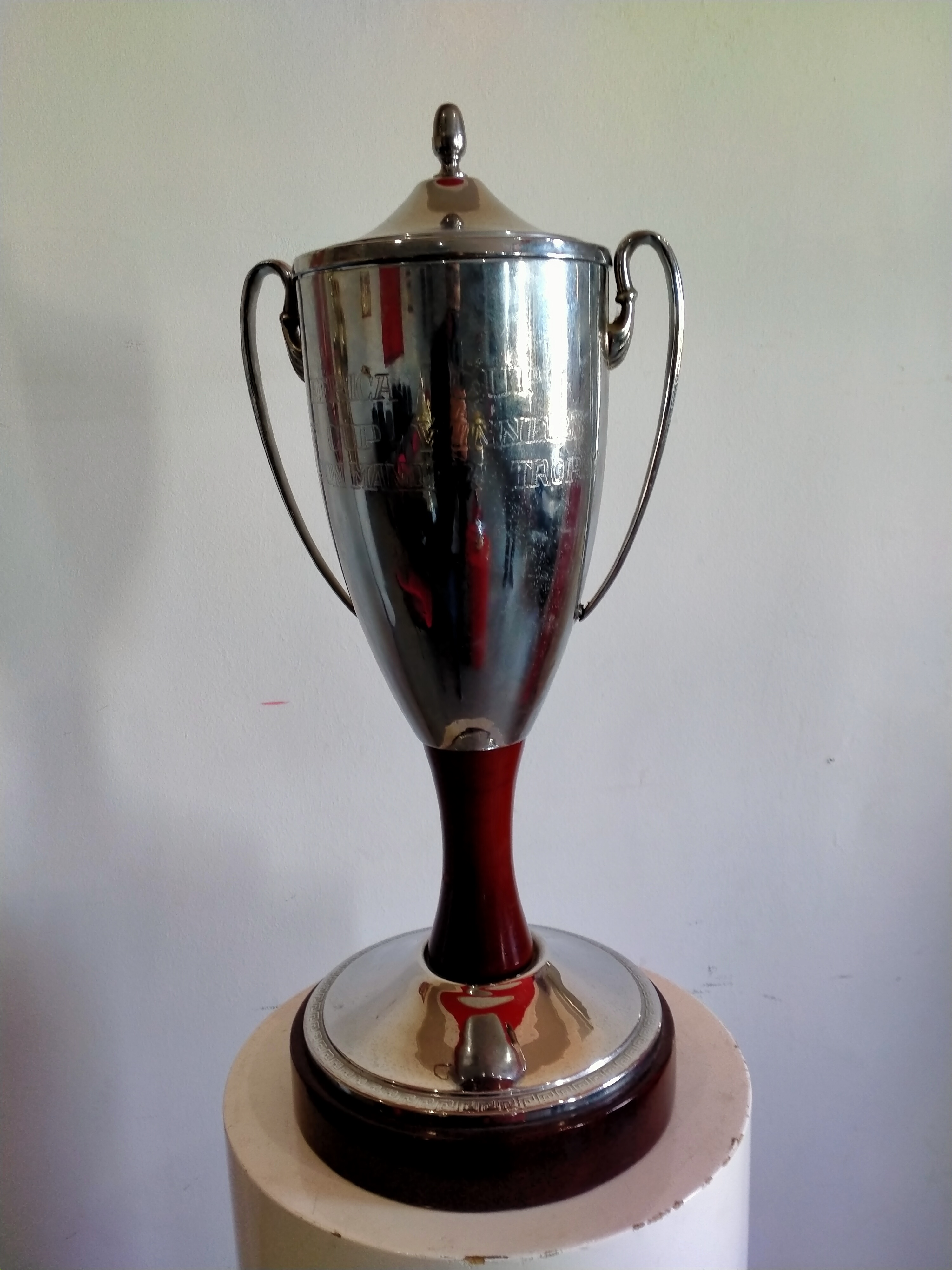
كأس بطولة كأس أفريقيا للأندية أبطال الكؤوس معروضة في مقر النادي.

- كأس الكونفيدرالية الأفريقية: 2006، 2015
- كأس السوبر الأفريقي: 1998، 2008
- كأس أفريقيا للأندية أبطال الكؤوس: 1997، 2003
- كأس الاتحاد الأفريقي للأندية: 1995، 1999

### البطولات الإقليمية
- كأس العرب للأندية الأبطال: 2018–19
- الكأس المغاربية للأندية البطلة: 1972
- الكأس المغاربية للأندية الفائزة بالكؤوس: 1975

### البطولات العالمية
- كأس العالم للأندية: المركز الرابع (2007)

## المشاركات

### المسابقات الأفريقية
| المشاركات في المسابقات الأفريقية | المشاركات في المسابقات الأفريقية | المشاركات في المسابقات الأفريقية | المشاركات في المسابقات الأفريقية | المشاركات في المسابقات الأفريقية |
| الموسم                           | دوري أبطال أفريقيا               | كأس الكؤوس الأفريقية             | كأس الاتحاد الأفريقي للأندية     | كأس السوبر الأفريقي              |
| -------------------------------- | -------------------------------- | -------------------------------- | -------------------------------- | -------------------------------- |
| 1964–83                          | لم يشارك                         | لم يشارك                         | بدأت في 1992                     | بدأت في 1993                     |
| 1984                             | لم يشارك                         | الدور 1                          | بدأت في 1992                     | بدأت في 1993                     |
| 1985                             | لم يشارك                         | لم يشارك                         | بدأت في 1992                     | بدأت في 1993                     |
| 1986                             | لم يشارك                         | لم يشارك                         | بدأت في 1992                     | بدأت في 1993                     |
| 1987                             | الدور 2                          | لم يشارك                         | بدأت في 1992                     | بدأت في 1993                     |
| 1988                             | الدور 2                          | لم يشارك                         | بدأت في 1992                     | بدأت في 1993                     |
| 1989                             | لم يشارك                         | لم يشارك                         | بدأت في 1992                     | بدأت في 1993                     |
| 1990                             | لم يشارك                         | لم يشارك                         | بدأت في 1992                     | بدأت في 1993                     |
| 1991                             | لم يشارك                         | لم يشارك                         | بدأت في 1992                     | بدأت في 1993                     |
| 1992                             | لم يشارك                         | الدور 1                          | لم يشارك                         | بدأت في 1993                     |
| 1993                             | لم يشارك                         | لم يشارك                         | لم يشارك                         | لم يشارك                         |
| 1994                             | لم يشارك                         | لم يشارك                         | لم يشارك                         | لم يشارك                         |
| 1995                             | لم يشارك                         | لم يشارك                         | البطل                            | لم يشارك                         |
| 1996                             | لم يشارك                         | لم يشارك                         | الوصيف                           | لم يشارك                         |
| 1997                             | لم يشارك                         | البطل                            | لم يشارك                         | لم يشارك                         |
| 1998                             | دور المجموعات                    | لم يشارك                         | لم يشارك                         | البطل                            |
| 1999                             | لم يشارك                         | لم يشارك                         | البطل                            | لم يشارك                         |
| 2000                             | لم يشارك                         | لم يشارك                         | الربع النهائي                    | لم يشارك                         |
| 2001                             | لم يشارك                         | لم يشارك                         | الوصيف                           | لم يشارك                         |
| 2002                             | لم يشارك                         | لم يشارك                         | الربع النهائي                    | لم يشارك                         |
| 2003                             | لم يشارك                         | البطل                            | لم يشارك                         | لم يشارك                         |
|                                  |                                  | كأس الكونفيدرالية الأفريقية      |                                  |                                  |
| 2004                             | الوصيف                           | لم يشارك                         | لم يشارك                         | الوصيف                           |
| 2005                             | الوصيف                           | لم يشارك                         | لم يشارك                         | لم يشارك                         |
| 2006                             | الدور 2                          | البطل                            | البطل                            | لم يشارك                         |
| 2007                             | البطل                            | لم يشارك                         | لم يشارك                         | الوصيف                           |
| 2008                             | الدور 2                          | الوصيف                           | الوصيف                           | البطل                            |
| 2009                             | دور المجموعات                    | لم يشارك                         | لم يشارك                         | لم يشارك                         |
| 2010                             | لم يشارك                         | الدور 1                          | الدور 1                          | لم يشارك                         |
| 2011                             | لم يشارك                         | الدور 2                          | الدور 2                          | لم يشارك                         |
| 2012                             | إستبعد                           | لم يشارك                         | لم يشارك                         | لم يشارك                         |
| 2013                             | لم يشارك                         | دور المجموعات                    | دور المجموعات                    | لم يشارك                         |
| 2014                             | لم يشارك                         | دور المجموعات                    | دور المجموعات                    | لم يشارك                         |
| 2015                             | لم يشارك                         | البطل                            | البطل                            | لم يشارك                         |
| 2016                             | الدور 2                          | النصف النهائي                    | النصف النهائي                    | الوصيف                           |
| 2017                             | النصف النهائي                    | لم يشارك                         | لم يشارك                         | لم يشارك                         |
| 2018                             | الربع النهائي                    | لم يشارك                         | لم يشارك                         | لم يشارك                         |
| 2019                             | لم يشارك                         | النصف النهائي                    | النصف النهائي                    | لم يشارك                         |
| 2020                             | الربع النهائي                    | لم يشارك                         | لم يشارك                         | لم يشارك                         |
| 2021                             | لم يشارك                         | دور المجموعات                    | دور المجموعات                    | لم يشارك                         |
| 2022                             | دور المجموعات                    | لم يشارك                         | لم يشارك                         | لم يشارك                         |
| 2023                             | لم يشارك                         | لم يشارك                         | لم يشارك                         |                                  |
| 2024                             | دور المجموعات                    | لم يشارك                         | لم يشارك                         | لم يشارك                         |

### المسابقات المحلية
| المشاركات في المسابقات المحلية | المشاركات في المسابقات المحلية   | المشاركات في المسابقات المحلية | المشاركات في المسابقات المحلية |
| الموسم                         | الرابطة التونسية المحترفة الأولى | كأس تونس                       | كأس السوبر التونسي             |
| ------------------------------ | -------------------------------- | ------------------------------ | ------------------------------ |
| 1925–26                        | لم يشارك                         | لم يشارك                       | بدأت في 1960                   |
| 1926–27                        | لم يشارك                         | لم يشارك                       | بدأت في 1960                   |
| 1927–28                        | لم يشارك                         | لم تلعب                        | بدأت في 1960                   |
| 1928–29                        | لم يشارك                         | لم تلعب                        | بدأت في 1960                   |
| 1929–30                        | لم يشارك                         | الدور 32                       | بدأت في 1960                   |
| 1930–31                        | لم يشارك                         | الدور 1                        | بدأت في 1960                   |
| 1931–32                        | لم يشارك                         | الدور 16                       | بدأت في 1960                   |
| 1932–33                        | لم يشارك                         | الدور 16                       | بدأت في 1960                   |
| 1933–34                        | لم يشارك                         | الدور 1                        | بدأت في 1960                   |
| 1934–35                        | لم يشارك                         | الدور 16                       | بدأت في 1960                   |
| 1935–36                        | لم يشارك                         | لم يشارك                       | بدأت في 1960                   |
| 1936–37                        | لم يشارك                         | النصف النهائي                  | بدأت في 1960                   |
| 1937–38                        | لم يشارك                         | الدور 16                       | بدأت في 1960                   |
| 1938–39                        | لم يشارك                         | الوصيف                         | بدأت في 1960                   |
| 1939–40                        | لم يشارك                         | لم تلعب                        | بدأت في 1960                   |
| 1940–41                        | لم يشارك                         | لم تلعب                        | بدأت في 1960                   |
| 1941–42                        | لم يشارك                         | النصف النهائي                  | بدأت في 1960                   |
| 1942–43                        | لم يشارك                         | لم تلعب                        | بدأت في 1960                   |
| 1943–44                        | لم يشارك                         | لم تلعب                        | بدأت في 1960                   |
| 1944–45                        | لم يشارك                         | الدور 16                       | بدأت في 1960                   |
| 1945–46                        | لم يشارك                         | الوصيف                         | بدأت في 1960                   |
| 1946–47                        | المركز الرابع                    | الدور 16                       | بدأت في 1960                   |
| 1947–48                        | المركز الرابع                    | النصف النهائي                  | بدأت في 1960                   |
| 1948–49                        | الوصيف                           | الربع النهائي                  | بدأت في 1960                   |
| 1949–50                        | البطل                            | الوصيف                         | بدأت في 1960                   |
| 1950–51                        | المركز السادس                    | الربع النهائي                  | بدأت في 1960                   |
| 1951–52                        | المركز الخامس                    | لم تلعب                        | بدأت في 1960                   |
| 1952–53                        | لم تلعب                          | لم تلعب                        | بدأت في 1960                   |
| 1953–54                        | المركز الخامس                    | الوصيف                         | بدأت في 1960                   |
| 1954–55                        | المركز الرابع                    | النصف النهائي                  | بدأت في 1960                   |
| 1955–56                        | الوصيف                           | الربع النهائي                  | بدأت في 1960                   |
| 1956–57                        | المركز الثالث                    | الوصيف                         | بدأت في 1960                   |
| 1957–58                        | البطل                            | الوصيف                         | بدأت في 1960                   |
| 1958–59                        | الوصيف                           | البطل                          | بدأت في 1960                   |
| 1959–60                        | المركز السابع                    | الوصيف                         | لم يشارك                       |
| 1960–61                        | منحل                             | الربع النهائي                  | منحل                           |
| 1961–62                        | منحل                             | منحل                           | منحل                           |
| 1962–63                        | البطل                            | البطل                          | لم تلعب                        |
| 1963–64                        | المركز السادس                    | الربع النهائي                  | لم تلعب                        |
| 1964–65                        | المركز الثالث                    | الدور 32                       | لم تلعب                        |
| 1965–66                        | البطل                            | الربع النهائي                  | الوصيف                         |
| 1966–67                        | الوصيف                           | الوصيف                         | لم تلعب                        |
| 1967–68                        | المركز الرابع                    | الدور 32                       | لم يشارك                       |
| 1968–69                        | المركز الخامس                    | الدور 32                       | لم تلعب                        |
| 1969–70                        | المركز الثالث                    | الدور 32                       | لم يشارك                       |
| 1970–71                        | المركز الرابع                    | النصف النهائي                  | لم تلعب                        |
| 1971–72                        | البطل                            | الربع النهائي                  | البطل                          |
| 1972–73                        | الوصيف                           | الربع النهائي                  | البطل                          |
| 1973–74                        | المركز الثالث                    | البطل                          | لم تلعب                        |
| 1974–75                        | المركز الثالث                    | البطل                          | لم تلعب                        |
| 1975–76                        | الوصيف                           | النصف النهائي                  | لم تلعب                        |
| 1976–77                        | المركز الخامس                    | الدور 16                       | لم تلعب                        |
| 1977–78                        | المركز الثالث                    | لم تلعب                        | لم تلعب                        |
| 1978–79                        | المركز الثالث                    | الدور 32                       | لم يشارك                       |
| 1979–80                        | المركز الثالث                    | الدور 32                       | لم تلعب                        |
| 1980–81                        | المركز الرابع                    | البطل                          | لم تلعب                        |
| 1981–82                        | المركز الثالث                    | الربع النهائي                  | لم تلعب                        |
| 1982–83                        | المركز السادس                    | البطل                          | لم تلعب                        |
| 1983–84                        | المركز الثالث                    | الدور 32                       | لم يشارك                       |
| 1984–85                        | المركز الرابع                    | الربع النهائي                  | لم يشارك                       |
| 1985–86                        | البطل                            | الدور 32                       | البطل                          |
| 1986–87                        | البطل                            | الدور 32                       | البطل                          |
| 1987–88                        | المركز الخامس                    | النصف النهائي                  | لم تلعب                        |
| 1988–89                        | المركز الثالث                    | النصف النهائي                  | لم تلعب                        |
| 1989–90                        | المركز الرابع                    | الدور 32                       | لم تلعب                        |
| 1990–91                        | المركز الثالث                    | الوصيف                         | لم تلعب                        |
| 1991–92                        | المركز الخامس                    | النصف النهائي                  | لم تلعب                        |
| 1992–93                        | المركز التاسع                    | النصف النهائي                  | لم تلعب                        |
| 1993–94                        | الوصيف                           | الوصيف                         | لم يشارك                       |
| 1994–95                        | المركز الثالث                    | الدور 16                       | لم يشارك                       |
| 1995–96                        | الوصيف                           | البطل                          | لم تلعب                        |
| 1996–97                        | البطل                            | الربع النهائي                  | لم تلعب                        |
| 1997–98                        | المركز الثالث                    | الربع النهائي                  | لم تلعب                        |
| 1998–99                        | المركز الرابع                    | الدور 16                       | لم تلعب                        |
| 1999–2000                      | الوصيف                           | النصف النهائي                  | لم تلعب                        |
| 2000–01                        | الوصيف                           | الوصيف                         | لم يشارك                       |
| 2001–02                        | الوصيف                           | الدور 16                       | لم تلعب                        |
| 2002–03                        | الوصيف                           | الربع النهائي                  | لم تلعب                        |
| 2003–04                        | الوصيف                           | النصف النهائي                  | لم تلعب                        |
| 2004–05                        | الوصيف                           | الدور 16                       | لم تلعب                        |
| 2005–06                        | الوصيف                           | الدور 16                       | لم تلعب                        |
| 2006–07                        | البطل                            | الربع النهائي                  | لم تلعب                        |
| 2007–08                        | الوصيف                           | الوصيف                         | لم تلعب                        |
| 2008–09                        | المركز الثالث                    | الربع النهائي                  | لم تلعب                        |
| 2009–10                        | المركز الثالث                    | الدور 32                       | لم تلعب                        |
| 2010–11                        | الوصيف                           | الوصيف                         | لم تلعب                        |
| 2011–12                        | المركز الرابع                    | البطل                          | لم تلعب                        |
| 2012–13                        | المركز الثالث                    | لم يشارك                       | لم تلعب                        |
| 2013–14                        | المركز الثالث                    | البطل                          | لم تلعب                        |
| 2014–15                        | الوصيف                           | البطل                          | لم تلعب                        |
| 2015–16                        | البطل                            | الربع النهائي                  | لم تلعب                        |
| 2016–17                        | الوصيف                           | الربع النهائي                  | لم تلعب                        |
| 2017–18                        | المركز الثالث                    | الوصيف                         | لم تلعب                        |
| 2018–19                        | الوصيف                           | الوصيف                         | انسحب                          |
| 2019–20                        | المركز الرابع                    | الدور 16                       | لم يشارك                       |
| 21-2020                        | الوصيف                           | الدور 16                       | لم يشارك                       |
| 22-2021                        | المركز الخامس                    | الدور 32                       | لم يشارك                       |
| 23-2022                        | البطل                            | الدور 16                       | الوصيف                         |
| 24-2023                        | المركز الخامس                    | الربع النهائي                  | لم يشارك                       |
| 25-2024                        | المركز الثالث                    | الربع النهائي                  | لم يشارك                       |

## الأرقام القياسية
- الفريق الأفريقي الوحيد الذي فاز بجميع المسابقات الرسمية للأندية المعترف بها من قبل الاتحاد الأفريقي لكرة القدم.
- أكثر نادي تونسي تتويجا بالألقاب الأفريقية (9 ألقاب).
- أكثر نادي تونسي تتويجا بكأس السوبر الأفريقي (لقبين).
- أكثر نادي تونسي تتويجا بكأس الاتحاد الأفريقي للأندية (لقبين).
- أول نادي تونسي يتأهل إلى كأس العالم للأندية.
- أول نادي تونسي يفوز بمباراة في كأس العالم للأندية.
- ثاني نادي أفريقي يتأهل إلى نصف نهائي كأس العالم للأندية.

## الألقاب الفردية

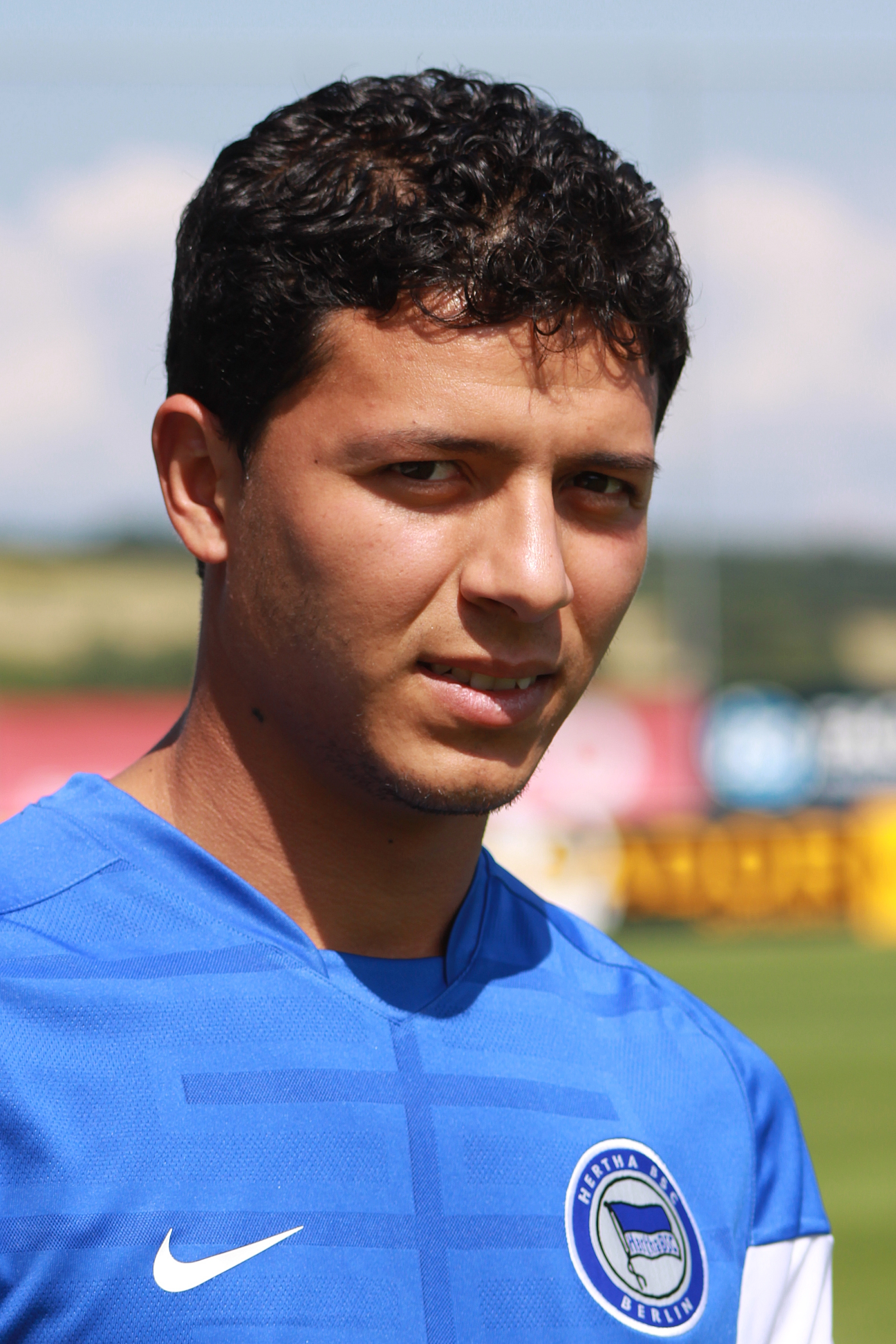
أمين الشرميطي، تحصل على جائزة أفضل لاعب أفريقي سنة 2007.

| الهدافون هدافو الرابطة التونسية المحترفة الأولى 1955–56 : الحبيب موقو . 1957–58 : الحبيب موقو . 1969–70 : عثمان جنيح . 1970–71 : عبد السلام عضومة . 1973–74 : عبد السلام عضومة . 1975–76 : عبد الرؤوف بن عزيزة . 1977–78 : عبد الرؤوف بن عزيزة . 1998–99 : فرانسيلودو سانتوس . 2010–11 : أحمد العكايشي . 2013–14 : بغداد بونجاح . هدافو دوري أبطال أفريقيا 2019–20 : كريم عريبي . هدافو كأس الكونفيدرالية الأفريقية 2015 : بغداد بونجاح . | الجوائز الحذاء الذهبي التونسي 1969–70: عثمان جنيح . 1977–78: عبد الرؤوف بن عزيزة . 1985–86: كمال عزابي الكرة الذهبية التونسية 2006: ياسين الشيخاوي . 2007: أمين الشرميطي . أفضل لاعب أفريقي في العام 2007: أمين الشرميطي . الكرة الذهبية العربية 1999: قيس الغضبان . |

## الإدارة

### المكتب التنفيذي

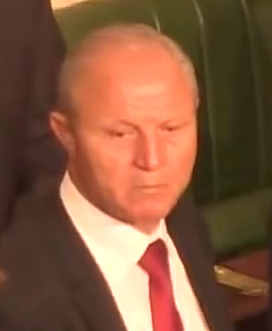
رضا شرف الدين رئيس النادي الحالي.

| المنصب                  | الاسم         |
| ----------------------- | ------------- |
| الرئيس                  | رضا شرف الدين |
| نائب الرئيس             | فيصل خليفة    |
| المدير الإداري          | جلال كريفة    |
| رئيس فرع كرة القدم      | شكري العميري  |
| نائب رئيس فرع كرة القدم | منذر حدة      |
| أمين صندوق              | رضا الغزي     |
| الناطق الرسمي           | قيس عاشور     |
| مرافق                   | أنيس النصري   |

### الطاقم الفني
| المنصب           | الاسم                  |
| ---------------- | ---------------------- |
| المدرب           | عماد بن يونس           |
| المدرب المساعد   | سيف غزال محمد علي نفخة |
| مدرب حراس المرمى | فوزي عوني              |
| مدرب بدني        | أحمد بريري             |
| محلل فيديو       | قاسم بنور              |
| طبيب الفريق      | زياد الشلي             |
| منسق الفريق      | محمد لطيف              |

## اللاعبون

### التشكيلة الحالية
آخر تحديث 1 فبراير 2021.
ملاحظة: تشير الأعلام إلى المنتخب بحسب قواعد الأهلية المعتمدة من قبل الفيفا؛ تنطبق بعض الاستثناءات المحدودة. وقد يحمل اللاعبون أكثر من جنسية لا تعترف بها الفيفا.
| الرقم | البلد | المركز | اللاعب              |
| ----- | ----- | ------ | ------------------- |
| 40    | تونس  | حارس   | أنس الخرداني        |
| 33    | تونس  | مدافع  | حسام دقدوق          |
| 4     | غينيا | مدافع  | محمد شريف كمارا     |
| 26    | تونس  | مدافع  | صلاح الدين الغدامسي |
| 7     | تونس  | وسط    | وليد القروي         |
| 8     | تونس  | وسط    | أسامة عبيد          |
| 25    | تونس  | وسط    | فادي بن شوق         |
| 9     | تونس  | مهاجم  | فراس شواط           |
| 3     | تونس  | مدافع  | غفران النوالي       |
| 12    | تونس  | وسط    | مخلص شوشان          |
| 14    | تونس  | وسط    | آدم الورتاني        |
| 16    | تونس  | حارس   | رائد القزاح         |

| الرقم | البلد | المركز | اللاعب             |
| ----- | ----- | ------ | ------------------ |
| 22    | تونس  | وسط    | صلاح البرهومي      |
| 30    | تونس  | وسط    | محمد أمين الجبالي  |
| 20    | تونس  | وسط    | مالك بعيو          |
| 15    | تونس  | مدافع  | زياد بوغطاس        |
| 10    | غينيا | مهاجم  | محمد كانتي         |
| 25    | تونس  | وسط    | فادي بن شوق        |
| 18    | تونس  | وسط    | وسيم الشيحي        |
| 39    | تونس  | حارس   | محمد ريان الأندلسي |
| 28    | تونس  | مهاجم  | راقي العواني       |
| 29    | تونس  | وسط    | محمد أمين بن عمر   |
| 30    | تونس  | مهاجم  | ياسين الشماخي      |
| 21    | تونس  | مهاجم  | نزار السميشي       |

### اللاعبون المُعارون
ملاحظة: تشير الأعلام إلى المنتخب بحسب قواعد الأهلية المعتمدة من قبل الفيفا؛ تنطبق بعض الاستثناءات المحدودة. وقد يحمل اللاعبون أكثر من جنسية لا تعترف بها الفيفا.
| الرقم | البلد | المركز | اللاعب                                         |
| ----- | ----- | ------ | ---------------------------------------------- |
| —     | تونس  | وسط    | فراس بالعربي (إعارة إلى نادي الفجيرة)          |
| —     | غانا  | مهاجم  | ريتشارد دانسو (إعارة إلى أكاديمية غرب أفريقيا) |
| —     | تونس  | مهاجم  | فراس عيفية (إعارة إلى الأولمبي الباجي)         |

## المدربون

فوزي البنزرتي أكثر مدرب تتويجا في تاريخ النجم الرياضي الساحلي بعشرة ألقاب، إذ توج بلقب الرابطة التونسية المحترفة الأولى ثلاث مرات، كأس تونس مرة وحيدة، كأس السوبر التونسي مرة وحيدة، كأس الكونفيدرالية الأفريقية مرتين وكأس السوبر الأفريقي مرتين.

| الدولة                                  | المدرب                 | من             | إلى            | الألقاب |
| --------------------------------------- | ---------------------- | -------------- | -------------- | --- |
| تونس                                    | علي دردور              | 1925           | 1929           | |
| تونس                                    | عبد الحميد البداعي     | 1929           | 1934           | |
| تونس                                    | محمد بوذينة            | 1934           | 1954           | بطل البطولة الوطنية التونسية 1949–50 |
| تونس                                    | رشيد السهيلي           | 1953           | 1954           | |
| فرنسا                                   | روجر كريتين            | 1954           | 1955           | |
| الجزائر · فرنسا                         | بومدين عبد الرحمن      | 1955           | 1956           | |
| إنجلترا                                 | بيل بيري               | 1956           | 1958           | بطل البطولة الوطنية التونسية 1957–58 |
| تونس                                    | الحبيب موقو            | 1958           | 1959           | بطل كأس تونس 1958–59 |
| الجزائر                                 | سعيد إبراهيمي          | 1959           | 1960           | |
| جمهورية يوغوسلافيا الاشتراكية الاتحادية | بوزيدار درينوفاك       | 1960           | 1965           | بطل كأس تونس 1962–63 بطل البطولة الوطنية التونسية 1962–63 |
| الاتحاد السوفيتي                        | ألكسي بارامونوف        | 1965           | 1967           | بطل البطولة الوطنية التونسية 1965–66 |
| فرنسا · المجر                           | بيلا هرسك              | 1967           | 1968           | |
| المجر                                   | توري                   | 1968           | 1968           | |
| تونس                                    | بشير الجربي            | 1968           | 1969           | |
| تونس                                    | الحبيب موقو            | 1969           | 1969           | |
| جمهورية يوغوسلافيا الاشتراكية الاتحادية | بوزيدار درينوفاك       | 1969           | 1970           | |
| تونس                                    | عبد المجيد الشتالي     | 1970           | 1975           | بطل البطولة الوطنية التونسية 1971–72 بطل الكأس المغاربية للأندية البطلة 1973 بطل كأس السوبر التونسي 1973 بطل كأس تونس 1973–74 بطل كأس تونس 1974–75 بطل الكأس المغاربية للأندية البطلة 1975 |
| تونس                                    | عبد الرؤوف بن عزيزة    | 1975           | 1976           | |
| الاتحاد السوفيتي                        | ألكسي بارامونوف        | 1976           | 1978           | |
| تونس                                    | عمار بن أحمد           | 1978           | 1980           | |
| تونس                                    | محسن حباشة             | 1980           | 1983           | بطل كأس تونس 1980–81 بطل كأس تونس 1982–83 |
| جمهورية يوغوسلافيا الاشتراكية الاتحادية | دراجان فاسيلجيفيتش     | 1983           | 1984           | |
| تونس                                    | عمار بن أحمد           | 1984           | 1985           | |
| تونس                                    | عمر الذيب              | 1985           | 1986           | بطل البطولة الوطنية التونسية 1985–86 بطل كأس السوبر التونسي 1986 |
| تونس                                    | فوزي البنزرتي          | 1986           | 1988           | بطل البطولة الوطنية التونسية 1986–87 بطل كأس السوبر التونسي 1987 |
| الاتحاد السوفيتي                        | نيكولاي كودييف         | 1988           | 1989           | |
| بلغاريا                                 | أسباروف نيكوديموف      | 1989           | 1990           | |
| تونس                                    | رؤوف بن عمر            | 1990           | 1990           | |
| تونس                                    | عمار بن أحمد           | 1990           | 1991           | |
| تونس                                    | فوزي البنزرتي          | 1991           | 1992           | |
| روسيا                                   | إيفان تشتيلين          | 1992           | 1993           | |
| الجزائر                                 | رابح سعدان             | 1993           | 1994           | |
| البرازيل                                | خوسيه دوترا دوس سانتوس | 1994           | 1997           | بطل كأس الاتحاد الأفريقي 1995 · بطل كأس تونس 1995–96 · وصيف كأس الاتحاد الأفريقي 1996 · بطل الرابطة التونسية المحترفة الأولى 1996–97 · بطل كأس أفريقيا للأندية أبطال الكؤوس 1997           |
| كرواتيا                                 | إيفان بوليان           | 1997           | 1998           | بطل كأس السوبر الأفريقي 1998 |
| فرنسا                                   | جين فيرنانديز          | 1998           | 1999           | |
| تونس                                    | لطفي البنزرتي          | 1999           | 2000           | بطل كأس الاتحاد الأفريقي 1999 |
| الجزائر                                 | محيي الدين خالف        | 2000           | 2000           | |
| صربيا                                   | إيفيكا تودوروف         | 2000           | 2001           | |
| فرنسا                                   | بيرنارد كازوني         | 1 يوليو 2001   | 30 يونيو 2002  | وصيف كأس الاتحاد الأفريقي 2001 |
| البرازيل                                | خوسيه باولو            | 2002           | 2002           | |
| تونس                                    | عمار السويح            | 2002           | 2003           | |
| فرنسا                                   | رينيه لوبيلو           | 1 يوليو 2003   | 30 ديسمبر 2003 | بطل كأس أفريقيا للأندية أبطال الكؤوس 2003 |
| فرنسا                                   | برنارد سيموندي         | 23 يناير 2004  | 30 يونيو 2004  | وصيف كأس السوبر الأفريقي 2004 |
| تونس                                    | مراد محجوب             | 2004           | 2004           | |
| تونس                                    | عبد المجيد الشتالي     | 2004           | 2005           | وصيف دوري أبطال أفريقيا 2004 |
| البوسنة والهرسك                         | محمد بازداريفيتش       | 1 يوليو 2005   | 12 أبريل 2006  | وصيف دوري أبطال أفريقيا 2005 |
| تونس                                    | فوزي البنزرتي          | 14 أبريل 2006  | 30 مايو 2007   | بطل كأس الكونفيدرالية الأفريقية 2006 · وصيف كأس السوبر الأفريقي 2007 · بطل الرابطة التونسية المحترفة الأولى 2006–07                                                                        |
| فرنسا                                   | برتران مارشان          | 1 يونيو 2007   | 30 يونيو 2008  | بطل دوري أبطال أفريقيا 2007 · كأس العالم للأندية 2007 · بطل كأس السوبر الأفريقي 2008 |
| سويسرا                                  | ميشال ديكاستيل         | مايو 2008      | نوفمبر 2008    | وصيف كأس الكونفيدرالية الأفريقية 2008 |
| ألمانيا                                 | غيرنو رور              | 27 نوفمبر 2008 | 15 مايو 2009   | |
| تونس                                    | لطفي رحيم              | 27 مايو 2009   | 16 ديسمبر 2009 | |
| هولندا                                  | بيت هامبرغ             | 22 ديسمبر 2009 | 15 أبريل 2010  | |
| تونس                                    | محمد المكشر            | 15 أبريل 2010  | 20 يونيو 2010  | |
| المغرب                                  | محمد فاخر              | 1 يوليو 2010   | 4 أكتوبر 2010  | |
| تونس                                    | منذر الكبير            | 4 أكتوبر 2010  | 3 أكتوبر 2011  | |
| تونس                                    | خالد بن ساسي           | 3 أكتوبر 2011  | 12 فبراير 2012 | |
| ألمانيا · النمسا                        | بيرند كراوس            | 12 فبراير 2012 | 26 مارس 2012   | |
| تونس                                    | فوزي البنزرتي          | 27 مارس 2012   | 10 يونيو 2012  | |
| تونس                                    | منذر الكبير            | 12 يونيو 2012  | 27 فبراير 2013 | |
| فرنسا                                   | دينيس لافان            | 28 فبراير 2013 | 8 ديسمبر 2013  | بطل كأس تونس 2011–12 |
| فرنسا                                   | روجيه لومير            | 8 ديسمبر 2013  | 30 يونيو 2014  | بطل كأس تونس 2013–14 |
| صربيا                                   | دراجان فاسيلجيفيتش     | 10 يوليو 2014  | 11 أغسطس 2014  | |
| تونس                                    | فوزي البنزرتي          | 12 أغسطس 2014  | 27 ديسمبر 2016 | بطل كأس تونس 2014–15 · بطل كأس الكونفيدرالية الأفريقية 2015 · وصيف كأس السوبر الأفريقي 2016 · بطل الرابطة التونسية المحترفة الأولى 2015–16                                                 |
| فرنسا                                   | هوبير فيلود            | 27 ديسمبر 2016 | 18 نوفمبر 2017 | |
| الجزائر                                 | خير الدين مضوي         | 18 ديسمبر 2017 | 24 مايو 2018   | |
| تونس                                    | شهاب الليلي            | 4 يونيو 2018   | 9 أكتوبر 2018  | |
| بلجيكا                                  | جورج ليكنز             | 10 أكتوبر 2018 | 26 نوفمبر 2018 | |
| فرنسا                                   | روجيه لومير            | 17 ديسمبر 2018 | 2 يوليو 2019   | بطل كأس العرب للأندية الأبطال 2018–19 |
| تونس                                    | فوزي البنزرتي          | 5 يوليو 2019   | 25 سبتمبر 2019 | |
| إسبانيا                                 | خوان كارلوس غاريدو     | 18 نوفمبر 2019 | 8 فبراير 2020  | |
| تونس                                    | قيس الزواغي            | 18 فبراير 2020 | 16 مارس 2020   | |
| البرازيل                                | جورفان فييرا           | 29 نوفمبر 2020 | 11 يناير 2021  | |
| تونس                                    | لسعد الدريدي           | 14 يناير 2021  |                | |

## الرؤساء

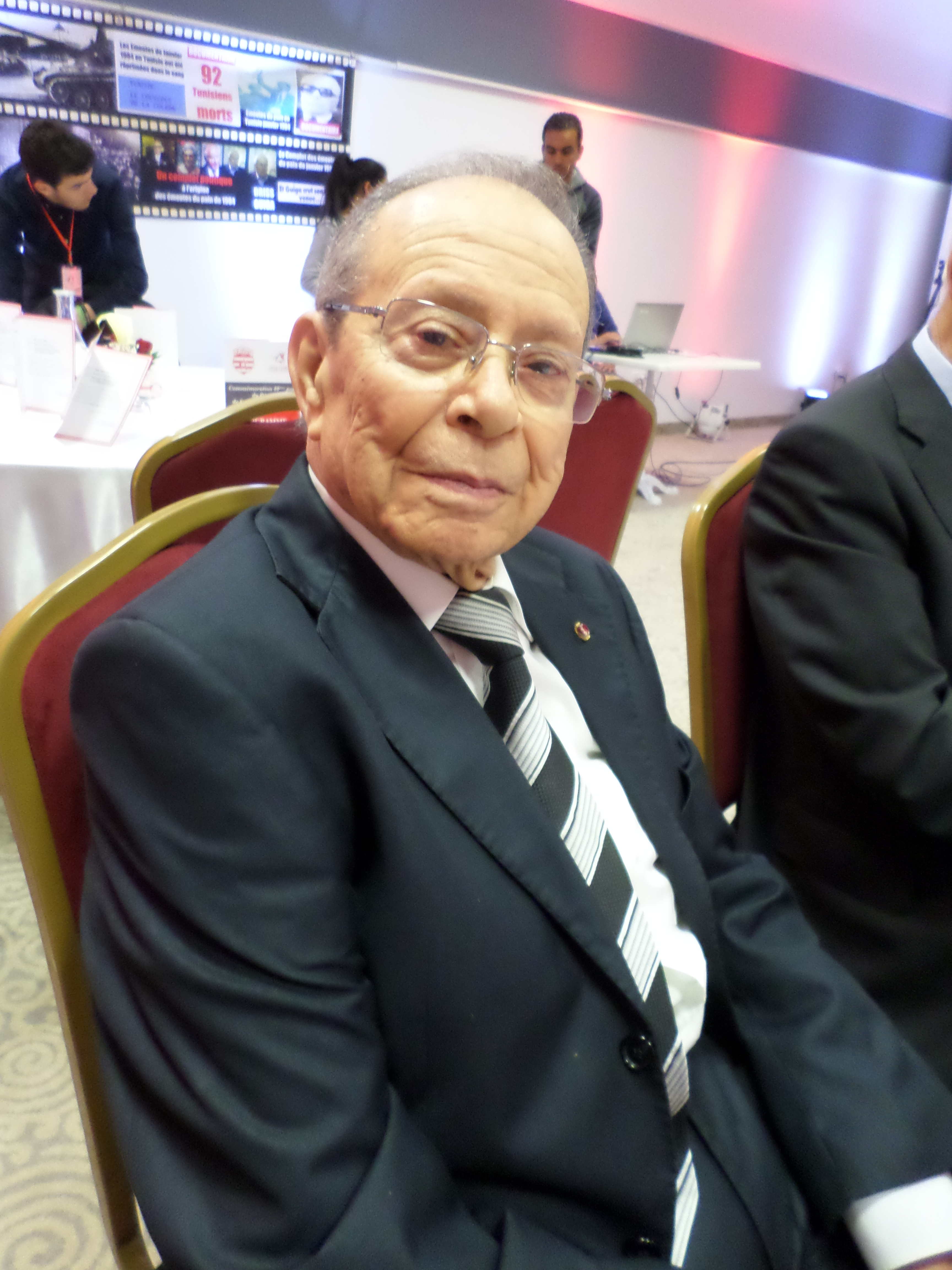
حامد القروي صاحب أطول فترة رئاسية (1961–1981).

منذ إنشائه، ظل حامد القروي هو أطول رئيس للنادي (عشرين عامًا من 1961 إلى 1981). في يوليو 2007، تم تعيين اللاعب السابق للنادي عثمان جنيح رئيسًا فخريًا. حاليا يرأس النادي رجل الأعمال رضا شرف الدين منذ 2012.
| الرقم | الدولة | الرئيس           | الفترة    |    | الرقم | الدولة              | الرئيس     | الفترة |
| ----- | ------ | ---------------- | --------- | -- | ----- | ------------------- | ---------- | ------ |
| 1     | تونس   | الشاذلي بوجملة   | 1925–1926 | 13 | تونس  | حامد القروي         | 1961–1981  |        |
| 2     | تونس   | علي العربي       | 1926–1927 | 14 | تونس  | عبد الجليل البوراوي | 1981–1984  |        |
| 3     | تونس   | يونس البوراوي    | 1927–1929 | 15 | تونس  | حمادي المستيري      | 1984–1988  |        |
| 4     | تونس   | علي العذاري      | 1929–1932 | 16 | تونس  | عبد الجليل البوراوي | 1988–1990  |        |
| 5     | تونس   | محمد معروف       | 1932–1935 | 17 | تونس  | حمادي المستيري      | 1990–1993  |        |
| 6     | تونس   | حامد عكاشة       | 1935–1944 | 18 | تونس  | عثمان جنيح          | 1993–2006  |        |
| 7     | تونس   | محمد غشام        | 1944–1953 | 19 | تونس  | معز إدريس           | 2006–2009  |        |
| 8     | تونس   | صادق الملولي     | 1953–1954 | 20 | تونس  | حامد كمون           | 2009–2011  |        |
| 9     | تونس   | عبد الحميد السقا | 1954–1956 | 21 | تونس  | حافظ حميد           | 2011–2012  |        |
| 10    | تونس   | علي إدريس        | 1956–1959 | 22 | تونس  | رضا شرف الدين       | 2012- 2021 |        |
| 11    | تونس   | محمد العطوي      | 1959–1960 |    |       |                     |            |        |
| 12    | تونس   | علي إدريس        | 1960–1961 |    |       |                     |            |        |

## البنية التحتية

### الملعب الرئيسي

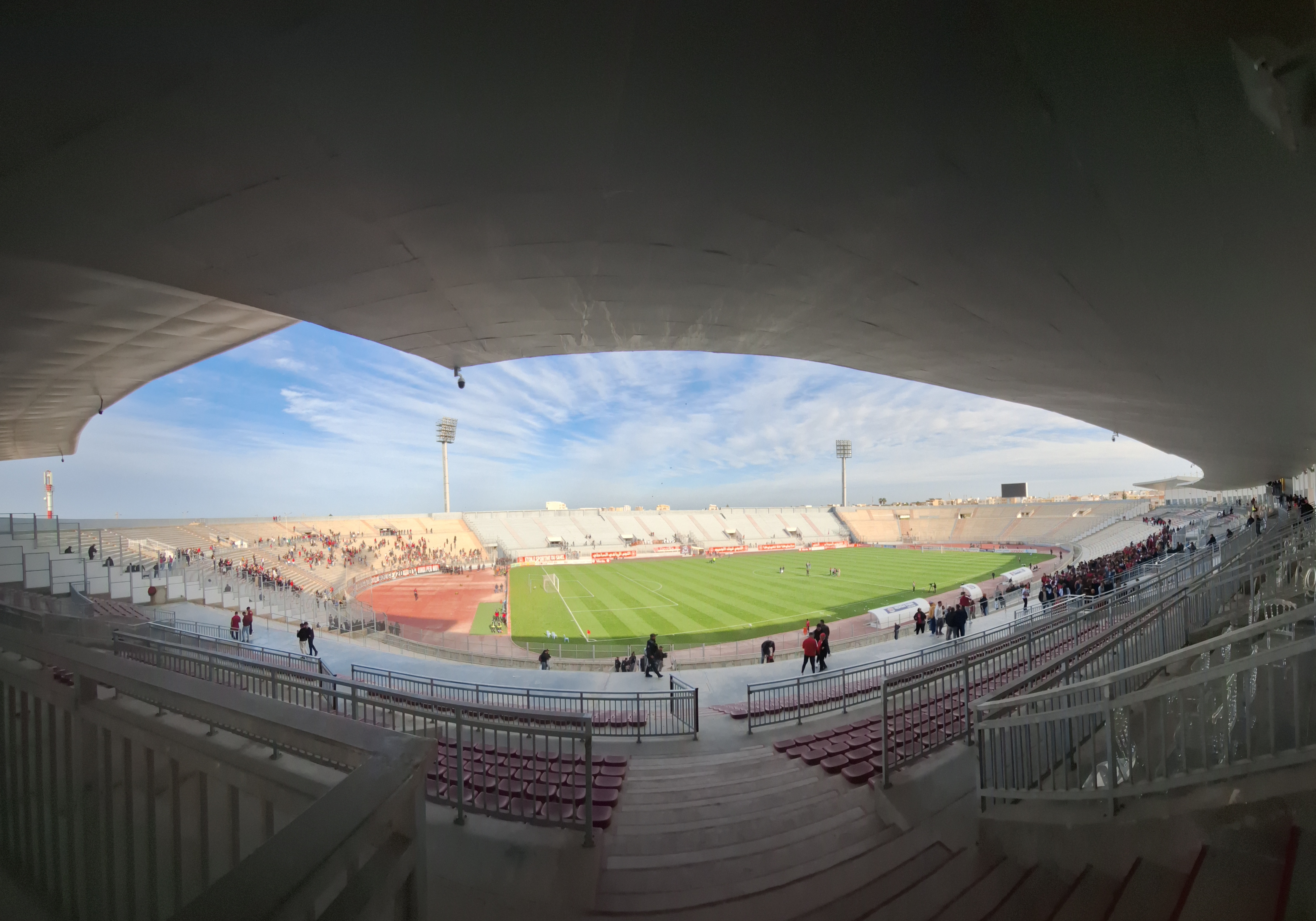
الملعب الأولمبي بسوسة

الملعب الرئيسي للنجم الرياضي الساحلي هو الملعب الأولمبي بسوسة وهو ملعب متعدد الإختصاصات في مدينة سوسة، تونس تم إفتتاحه في سبتمبر 1973. يتم استخدامه من قبل فريق كرة القدم النجم الرياضي الساحلي كما إستضاف 5 مباريات في كأس الأمم الأفريقية 2004 التي نظمتها تونس. الملعب يستوعب 28000 متفرج. استضاف الملعب أكبر التظاهرات الرياضية التي نظمتها تونس: بطولة العالم للشباب لكرة القدم 1977، كأس الأمم الأفريقية 1994، ألعاب البحر الأبيض المتوسط 2001 وكأس الأمم الأفريقية 2004. لعقود عديدة، عرف لاعبو كرة القدم في سوسة اللعب على الأرضية الطينية فقط ولم يعرفوا الأرضية العشبية إلا عندما تم افتتاح الملعب بسعة أولية تبلغ 10000 متفرج. ويمر عبر السنين إلى 15000 مقعدًا، ثم يتم توسيعه مرة أخرى بمناسبة كأس الأمم الأفريقية 1994 مع إضافة 6000 مقعدًا إضافيًا لتصل إلى 21000 مقعدًا؛ يتم تثبيت لوحة مضيئة في نفس الوقت. تم تنفيذ التوسيع الأخير في عام 1999 لرفع سعة الملعب إلى 28000 مقعدًا لاستضافة ألعاب البحر الأبيض المتوسط 2001، وتم إعادة توسيع المنصة الشرفية من 70 إلى 217 مقعدًا. ولم يتم توسيع الملعب بعد ليبلغ سعته 49 ألف مقعد بعد إعلان رئيس النادي معز إدريس في مايو 2008 إلا أن التوسيع لم يتم. كما استضاف الملعب الأولمبي بسوسة بعض مباريات منتخب ليبيا بسبب الحرب الأهلية الليبية مثل مباراة ليبيا ورواندا في تصفيات كأس العالم 2018.
في نوفمبر 2017، في زيارة لرئيس الجمهورية التونسية آنذاك الباجي قائد السبسي إلى سوسة، أعطى إشارة ببدء توسعة الملعب وبالتالي في مارس 2019 حفل تدشين بداية أعمال صحبة وزيرة الشباب والرياضة آنذاك سنية بالشيخ، من أجل أن يتسع لـ45 ألف متفرج بدلاً من السعة الحالية. وقدرت كلفة انجاز الأعمال الكلية بنحو 32 مليون دينار منها 4 ملايين دينار مساهمة من بلدية سوسة و 2 مليون دينار من مساهمة النجم الرياضي الساحلي ويتوقع ان تشمل توسعة الملعب الذي ستمتد لمدة 27 شهرًا، ولا سيما المدرجات المغطاة والمدارج المفتوحة في الشرق والشمال والجنوب وستشمل أيضًا الأعمال إعادة تأهيل غرف الملابس وتأهيل الوحدات الصحية للجمهور وإنشاء 22 خلية وإعادة تأهيل شبكات الكهرباء بشكل كامل. وقررت بلدية سوسة تمكين الفريق من خوض المباريات المحلية على الملعب البلدي بو علي لحوار الواقع في حمام سوسة خلال الموسمين المقبلين لحين الانتهاء من العمل في معقل الفريق. استضاف ملعب حمام سوسة كأس الأمم الأفريقية 1965 ويتسع لـ 6500 متفرج بينما تقام المباريات القارية في الملعب الأولمبي برادس، أكبر ملاعب تونس.

### مركز التكوين والتدريب

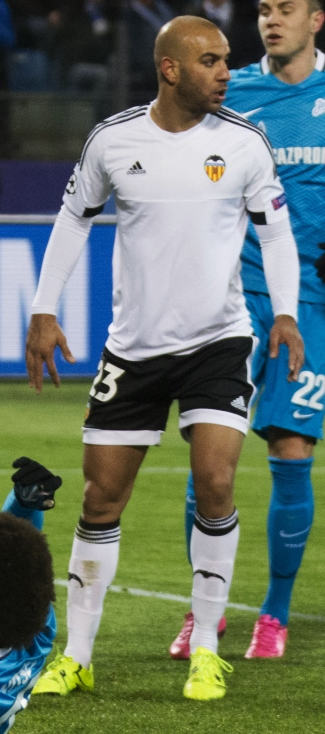
إبن النادي أيمن عبد النور يلعب لصالح نادي فالنسيا.

على سبيل المثال من الأندية الأوروبية، ومن أجل الاحتراف، فإن النجم الرياضي الساحلي لديه مركز تدريب وتكوين للاعبين في سوسة. ويتكون من ستة ملاعب كرة قدم بما في ذلك ملعبان اصطناعيان ومطعم وغرفة وزن وفندق 3 نجوم ومركز للعلاج بمياه البحر.
سمح المركز للنادي بتصدير المواهب إلى أوروبا، مثل أمين الشرميطي (انتقل إلى هيرتا برلين في عام 2008)، ياسين الشيخاوي (انتقل إلى نادي زيورخ في عام 2006)، شاكر الزواغي، محمد علي نفخة، عمار الجمل، كريم حقي، أيمن عبد النور، زبير بية، حمدي النقاز، محمد أمين بن عمر والعديد من اللاعبين الآخرين، وسمح له بشكل خاص بالمنافسة المستمرة للفوز بالألقاب المحلية أو القارية. يعتبر مركز تدريب النجم الرياضي الساحلي أحد الروافد المهمة للمنتخب ونخبة كرة القدم التونسية بشكل عام بعناصر مميزة حصلت على تركيبة حديثة بمواصفات فنية احترافية. يقول معظم المحللين إنه الأفضل في تونس.
سبق لإدارة النجم الرياضي الساحلي التعاقد مع المدرّب البلجيكي كريستوف ديسي للإشراف على مركز تدريب الشباب. بدأ هذا الأخير التركيز على إستراتيجية جديدة لتشكيل الشباب، وذلك بشكل أساسي من خلال تقليل عدد اللاعبين إلى 20 لاعباً في كل فئة لضمان كفاءة أكبر في التدريب وإنشاء نوع جديد من اللاعبين الذين يمكنهم الظهور في المستقبل. يستضيف مركز تدريب الشباب حاليًا 8 أنواع من مواهب كرة القدم الشابة النشطة في البطولات الوطنية والإقليمية. وتضم كل فئة 20 لاعبا و 3 حراس مرمى، مضيفا أن كل فئة تضم مدربا ومساعدا مدربا ومدرب حراس مرمى ومدرب بدني وطبيب
في إطار التعاون الخارجي وجهود مركز تدريب الشباب لتأسيس تقليد لتبادل الخبرات مع أفضل مراكز تدريب الشباب في العالم، استضاف النجم الرياضي الساحلي مؤخرًا أكاديمية التفوق الرياضي (أسباير) للمشاركة في بطولة ودية نظمها النادي. استضافت أكاديمية أسباير القطرية بالفعل خمس فئات من مركز شباب النجم الرياضي الساحلي، حيث أظهر لاعبو الفريق أفضل الانطباعات، سواء على المستوى الرياضي مع ثلاث أو خمس فئات في الفريق لما قدموه بشكل احترافي. كما حقق فريق الشباب نتائج جيدة في بطولة الكأس الدولية، حيث تمكنوا من الفوز على بايرن ميونخ 3–2، تحت إشراف ميروسلاف كلوزه بالإضافة إلى حصولهم على تصنيف محترم في البطولة.

## الألوان والرموز
اختارت إدارة النجم الرياضي الساحلي من أصلها اللونين الأحمر والأبيض لعلم تونس. في الديار، يرتدي اللاعبون قميصًا أحمر مع نجمة بيضاء خماسية، وسروال قصير أبيض وجوارب حمراء. خارج مدينة سوسة، يرتدي اللاعب قميصًا أبيض مع نجمة حمراء خماسية، وسروال قصير أحمر وجوارب بيضاء، أو أيضًا بأطقم زرقاء.

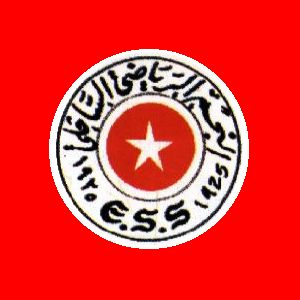
شعار النادي سنة 1925
شعار النادي بعد تعديل طفيف
شعار النادي الحالي

## الأنصار

بوها، التميمة الرسمية للنادي.

تهتم عدة مجموعات بالعروض التي تسبق المباريات أو قبل بداية الفترة الثانية، والتي تسمى عادة الدخلة. مجموعة بريڨاد روج التي تأسس عام 2001، هي مجموعة من المؤيدين المنتمين إلى حركة بارا برافا. يسمح مصدران للتمويل للنادي بالبقاء: مبيعات المنتجات الثانوية (القمصان والقبعات والسترات والأوشحة والألبومات وما إلى ذلك)، والتبرعات من رجال الأعمال والمشجعين الأوفياء. ظهرت مجموعات أخرى مثل فاناتيك في عام 2003، ساحليانو في أبريل 2007، هولز سكواد وراد فان في عام 2009 أو نو فير عام 2010.
| المجموعات  | الإختصار | التأسيس | الحركة     |
| ---------- | -------- | ------- | ---------- |
| بريڨاد روج | BR01     | 2001    | بارا برافا |
| فاناتيك    | F03      | 2003    | ألتراس     |
| ساحليانو   | S07      | 2007    | ألتراس     |

## الرعاة ومزودوا المعدات

أمبرو، المزود الرسمي للمعدات الرياضية.

تم اتصنيع معدات النادي من قبل أديداس منذ عام 1995. الراعي الأول هو كوكاكولا، من 1995 إلى 2003. في وقت لاحق يرعى النادي من قبل آل جي، إتصالات تونس، بين عامي 2001 و2009. في عام 2010، ينتهي هذا العقد ويستخدم النادي لمدة ثلاثة مواسم شعار أورنج تونس للترويج لموقعها على الإنترنت. ثم في عام 2013، تم التوصل إلى اتفاق مع أوريدو.
| الفترة    | مقدم القميص | الرعاة                  |
| --------- | ----------- | ----------------------- |
| 1995–1998 | أديداس      | كوكاكولا                |
| 1998–2001 | أديداس      | كوكاكولا                |
| 2001–2003 | أديداس      | كوكاكولا                |
| 2003–2006 | أديداس      | آل جي بوڨا اتصالات تونس |
| 2006–2009 | أديداس      | آل جي بوڨا اتصالات تونس |
| 2009–2011 | ديادورا     | أورنج                   |
| 2011–2012 | نايكي       | أورنج                   |
| 2012–2017 | ماكرون      | أوريدو                  |
| 2017–2018 | أديداس      | أوريدو                  |
| 2020-2018 | ماكرون      | سانغيونغ                |
| 2023-2021 | أمبرو       | اتصالات تونس            |
| 2023-     | أمبرو       | طيران الامارات أوريدو   |

## روابط خارجية
- (بالعربية)